# 菲律賓藝術

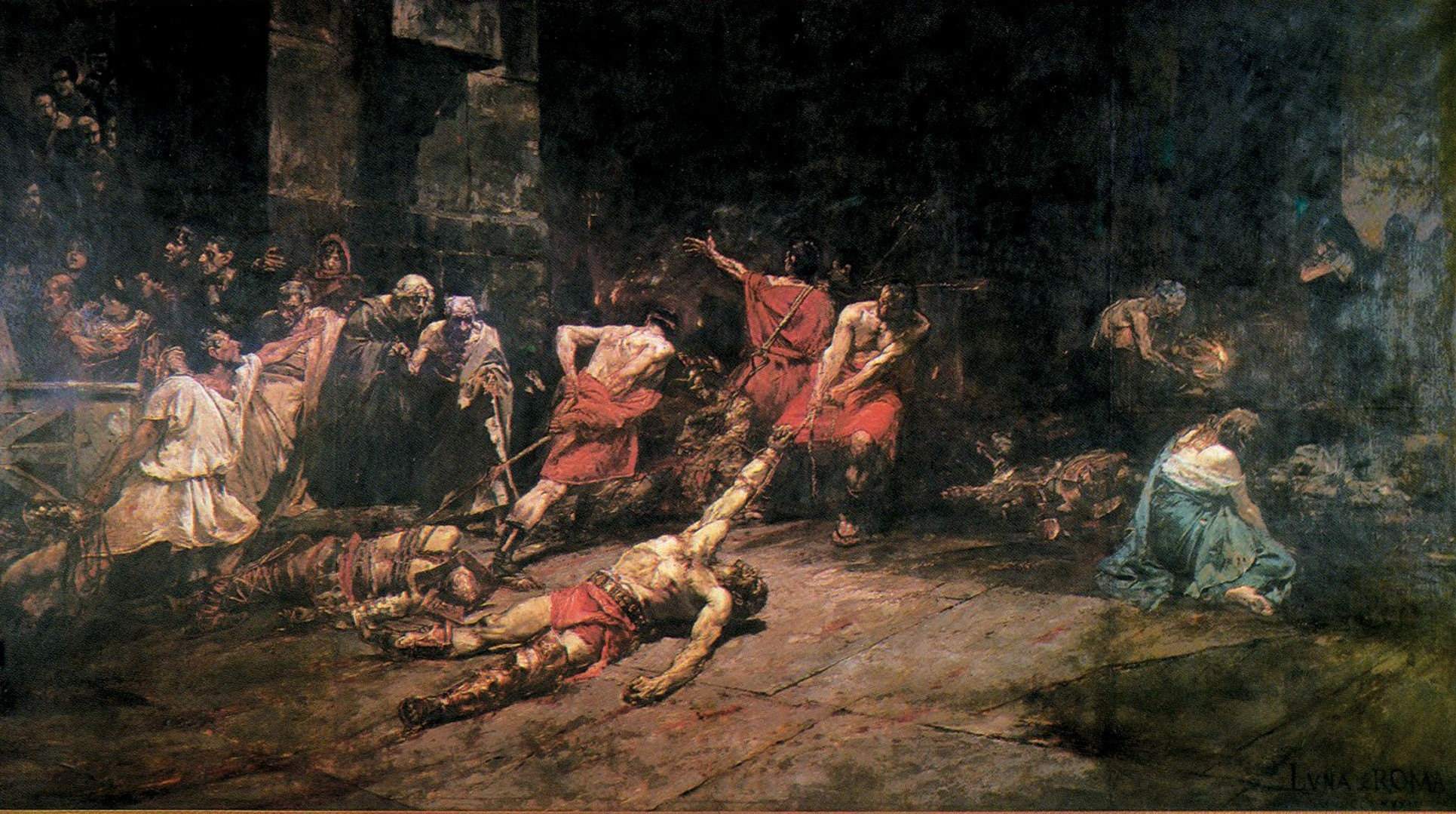
国家文化瑰宝胡安·卢纳 制作的Spoliarium

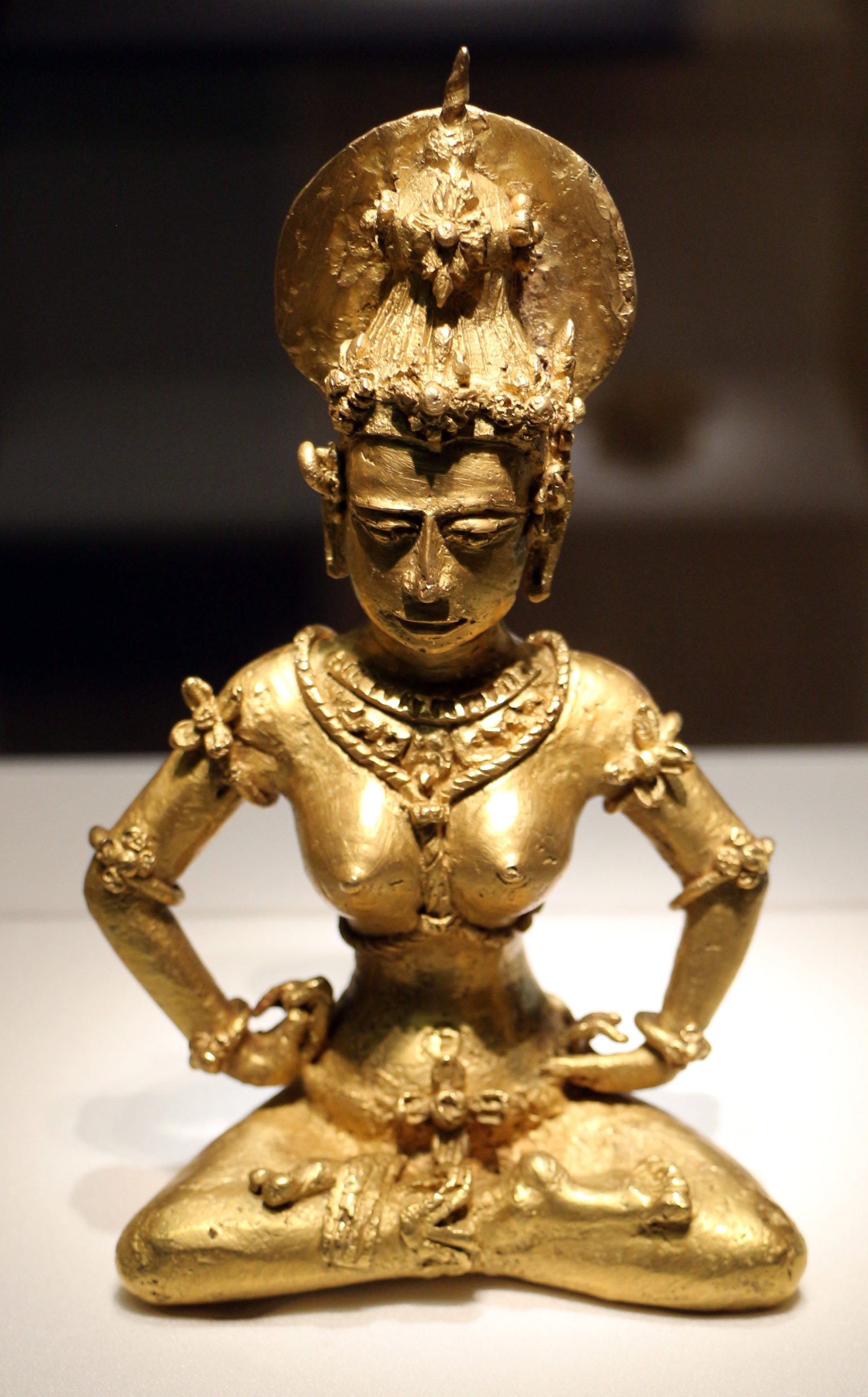
阿古斯形象，金像（9至10世纪）

菲律宾艺术是指从菲律宾文明开始到现在，在菲律宾发展和积累的各种形式的艺术，它们反映了菲律宾文化受到的各种艺术影响，包括土著艺术形式，以及这些影响如何磨练了该国的艺术。这些艺术分为两个不同的分支，即传统艺术和非传统艺术。每个分支又进一步分为不同的类别和子类别。

## 总览

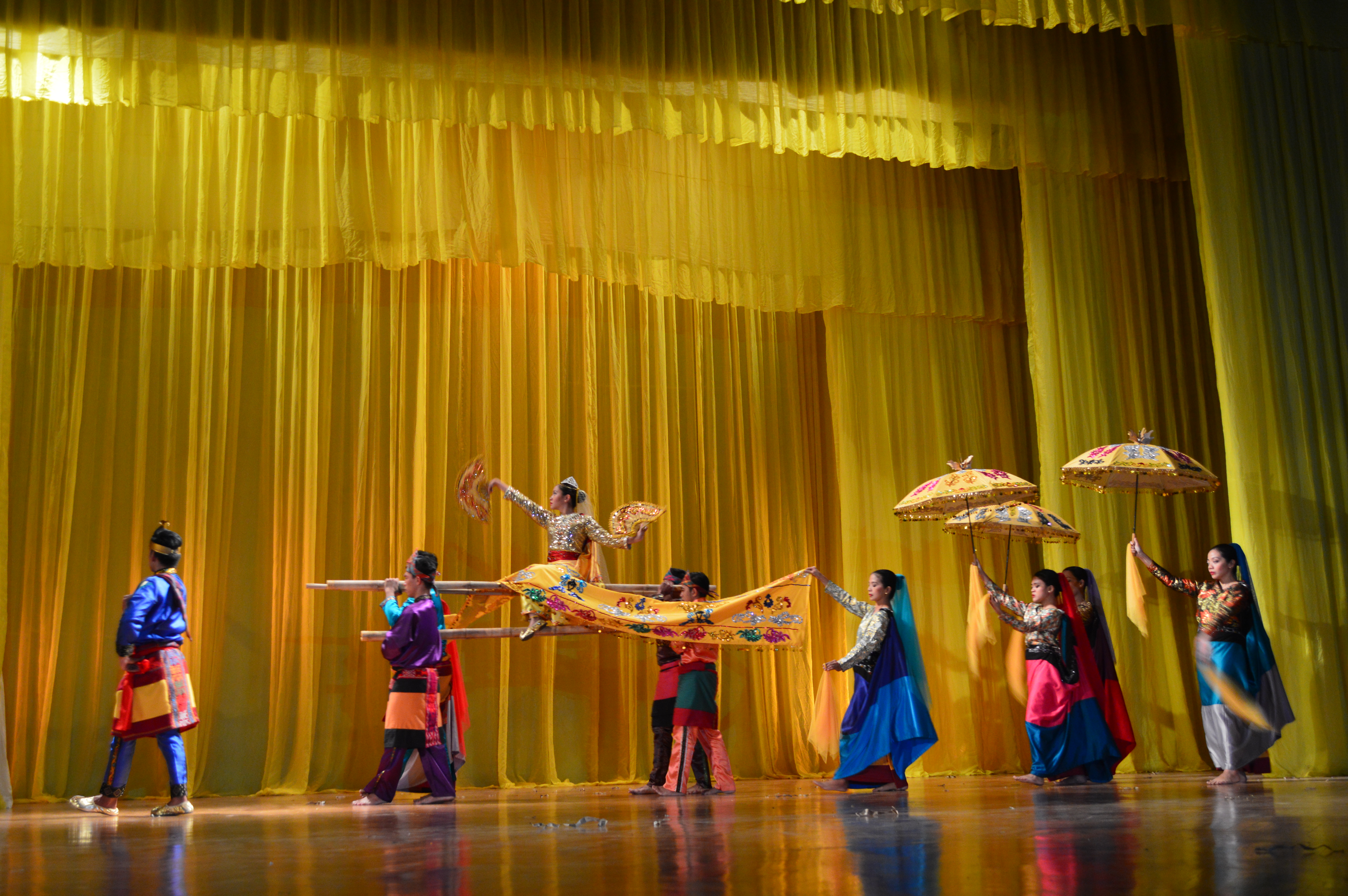
辛吉尔 ，一种来自达兰根圣歌的古老舞蹈，是世界非物质遗产和国家文化瑰宝。

菲律宾政府的官方文化机构--国家文化艺术委员会将菲律宾艺术分为传统艺术和非传统艺术。每个类别又分为各种艺术，而这些艺术又有自己的子类别。
- 传统艺术[1]
  - 民俗建筑-包括但不限于高跷屋，陆上屋和空中屋
  - 海运–船屋，造船和海运传统
  - 织造–包括但不限于篮子编织，背带编织，头饰编织，鱼网编织和其他形式的编织
  - 雕刻-包括但不限于木雕和民间非粘土泥塑
  - 民间表演艺术-包括但不限于舞蹈，戏剧和话剧
  - 民间（口头）文学–包括但不限于史诗，歌曲和神话
  - 民间平面艺术和造型艺术-包括但不限于书法，刺青，民间写作，民间写生和民间绘画等
  - 装饰品，纺织品或纤维艺术–帽子制作，面具制作，饰品制作，金属装饰工艺品
  - 陶艺-包括但不限于陶瓷制作，陶罐制作和民间泥塑
  - 传统文化的其他艺术表现形式-包括但不限于非装饰性的金属工艺品，武术，超自然的治疗艺术，药用艺术和星座传统

- 非传统艺术

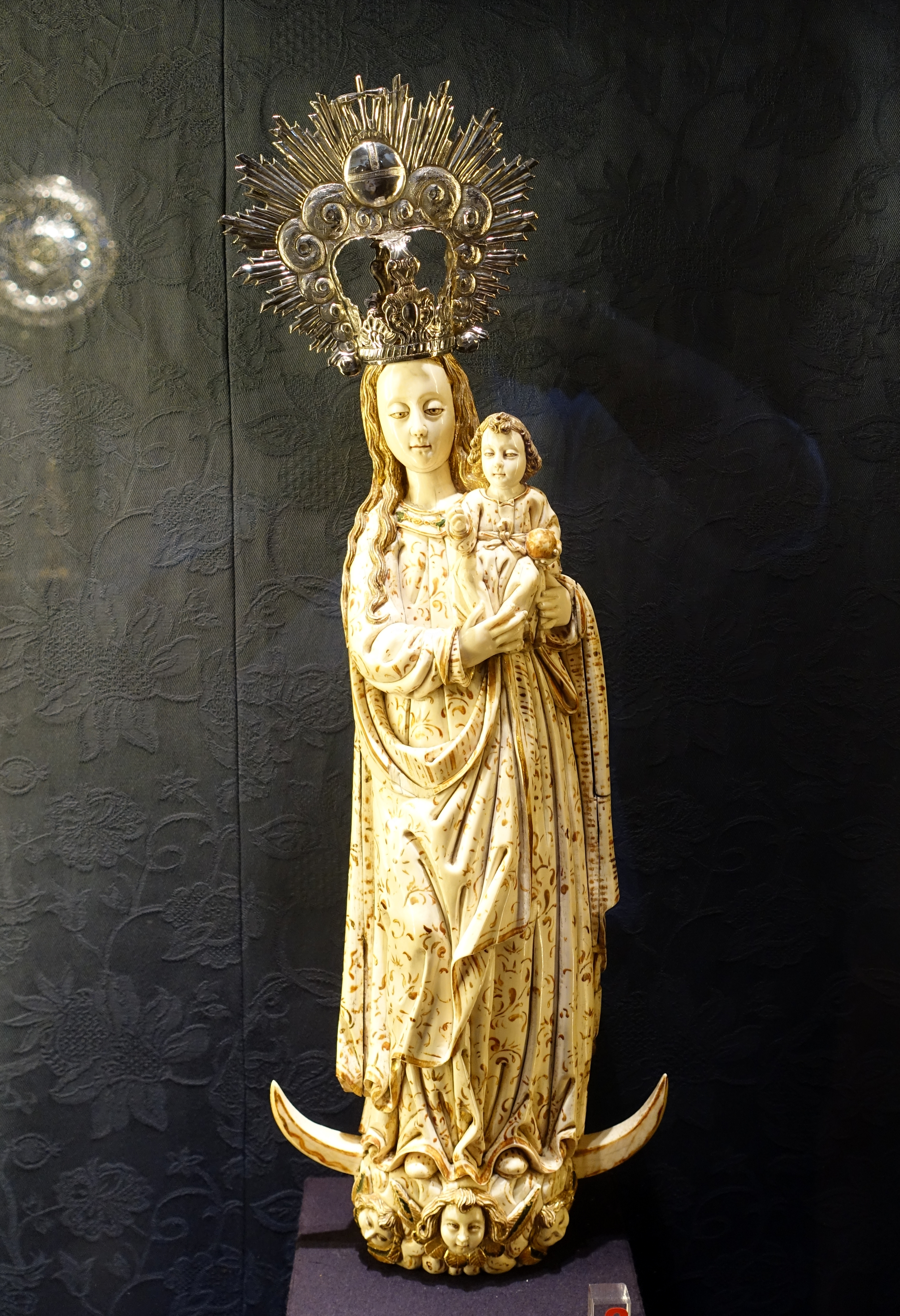
麦当娜与儿童象牙雕像，由一位不知名的艺术家制作，银饰（17世纪）

  - 舞蹈-包括但不限于舞蹈编排，舞蹈指导和舞蹈表演
  - 音乐–包括但不限于音乐创作，音乐指导和音乐表演
  - 戏剧–包括但不限于戏剧导演，戏剧表演，戏剧制作设计，戏剧灯光和音响设计、戏剧剧本创作等
  - 视觉艺术–包括但不限于绘画，非民间雕塑，版画，摄影，装置艺术，混合媒体作品，插图，平面艺术，行为艺术和影像学
  - 文学–包括但不限于诗歌，小说，散文以及文学/艺术批评
  - 电影和广播艺术–包括但不限于电影和广播导演，电影和广播写作，电影和广播制作设计，电影和广播摄影，电影和广播编辑，电影和广播动画，电影和广播表演以及电影并播放新媒体
  - 建筑和相关艺术–包括但不限于非民间建筑，室内设计，景观建筑和城市设计
  - 设计–包括但不限于工业设计和时装设计

## 传统艺术
菲律宾的传统艺术包括民间建筑，海上运输，编织，雕刻，民间表演艺术，民间（口头）文学，民间图形和造型艺术，装饰品，纺织或纤维艺术，陶器以及其他传统文化的艺术表现形式。菲律宾有许多传统艺术领域的专家或学者，其中获得最高荣誉的是Gawad Manlilikha ng Bayan（GAMABA），与国家艺术家相当。

### 民间建筑
菲律宾的民间建筑因种族而有很大差异，其结构可以用竹子，木头，岩石，珊瑚，藤，草等材料制成。这些居所的范围有小屋式的bahay kubo，它利用当地的媒介来建造，高地的房屋称为bale,可能有四到八个侧面，这取决于种族而定。巴塔内斯的珊瑚屋，可以保护当地人免受恶劣的沙尘暴侵袭。刻有复杂图案的王室房屋torogan,以及主要王国的宫殿（如达鲁贾姆邦甘宫或花宫）曾是苏鲁元首在此之前的权力所在地和住所殖民化。民间建筑还包括宗教建筑，通常被称为灵堂，是保护神灵的神殿。多数是用本地材料制成的房屋似建筑，通常是露天的。有些原本是宝塔式的，这种风格后来被皈依伊斯兰教的土著人所延续，但现在已近变得十分罕见。也有连接土著和西班牙图案的建筑，形成了巴哈伊拿巴托建筑以及原型。这些bahay na bato建筑中的许多已被宣布为世界遗产。民间建筑包括简单的神棍架到土著城堡或堡垒（如伊达昂），再到地质变化的艺术品（如菲律宾科迪勒拉山的水稻梯田，在当地称为payyo）。有五个水稻梯田群被宣布为世界遗产，分别是纳加卡丹，洪端，马约窑中部，班加安和巴塔德。

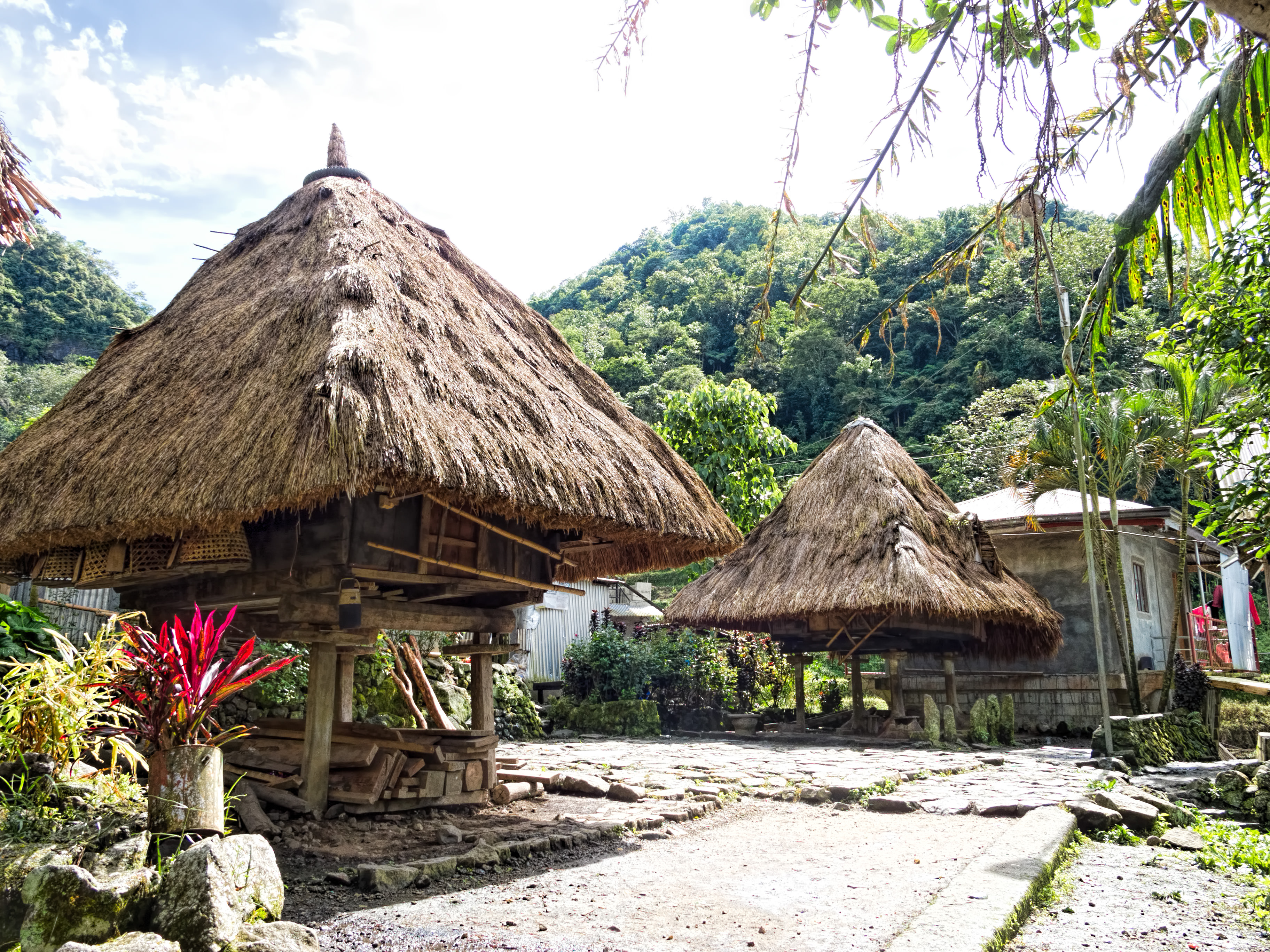
来自伊富高的大米粮仓，称为大包
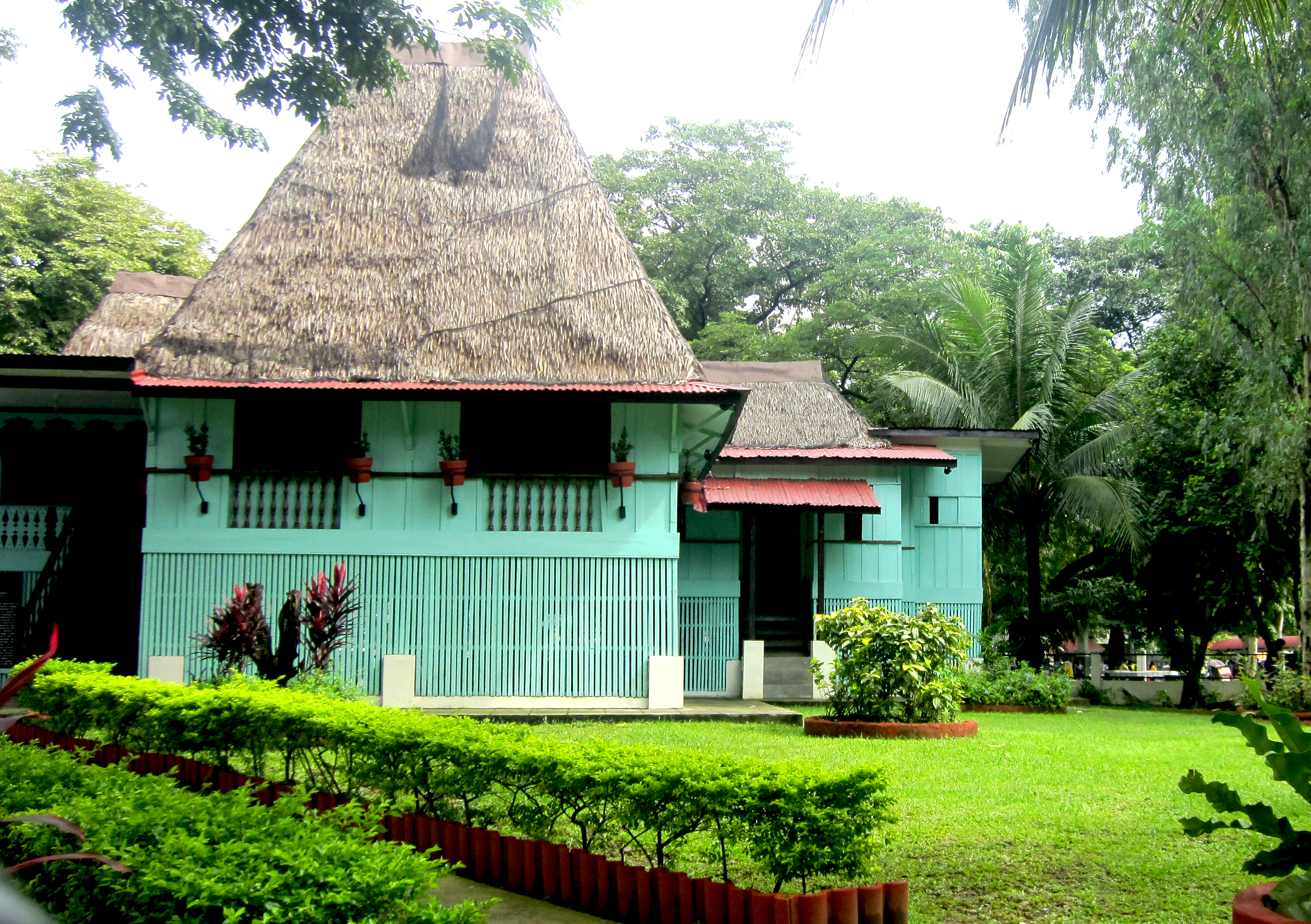
田间茅屋式马比尼屋
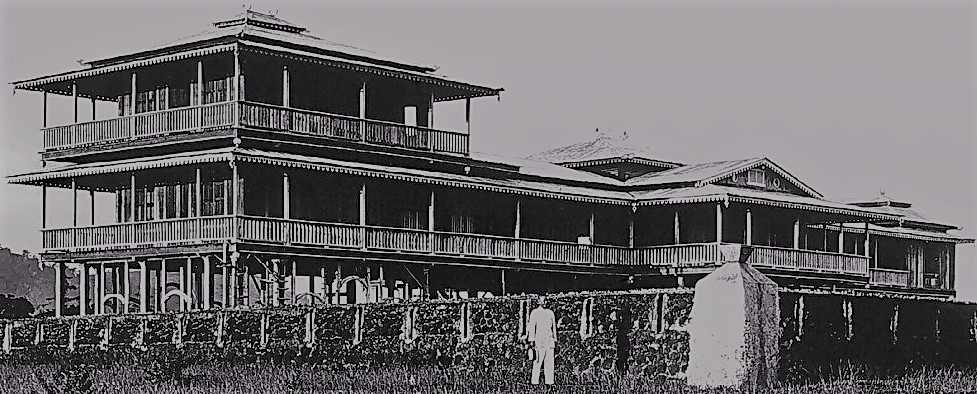
花宫，陶格统治者的王室住所
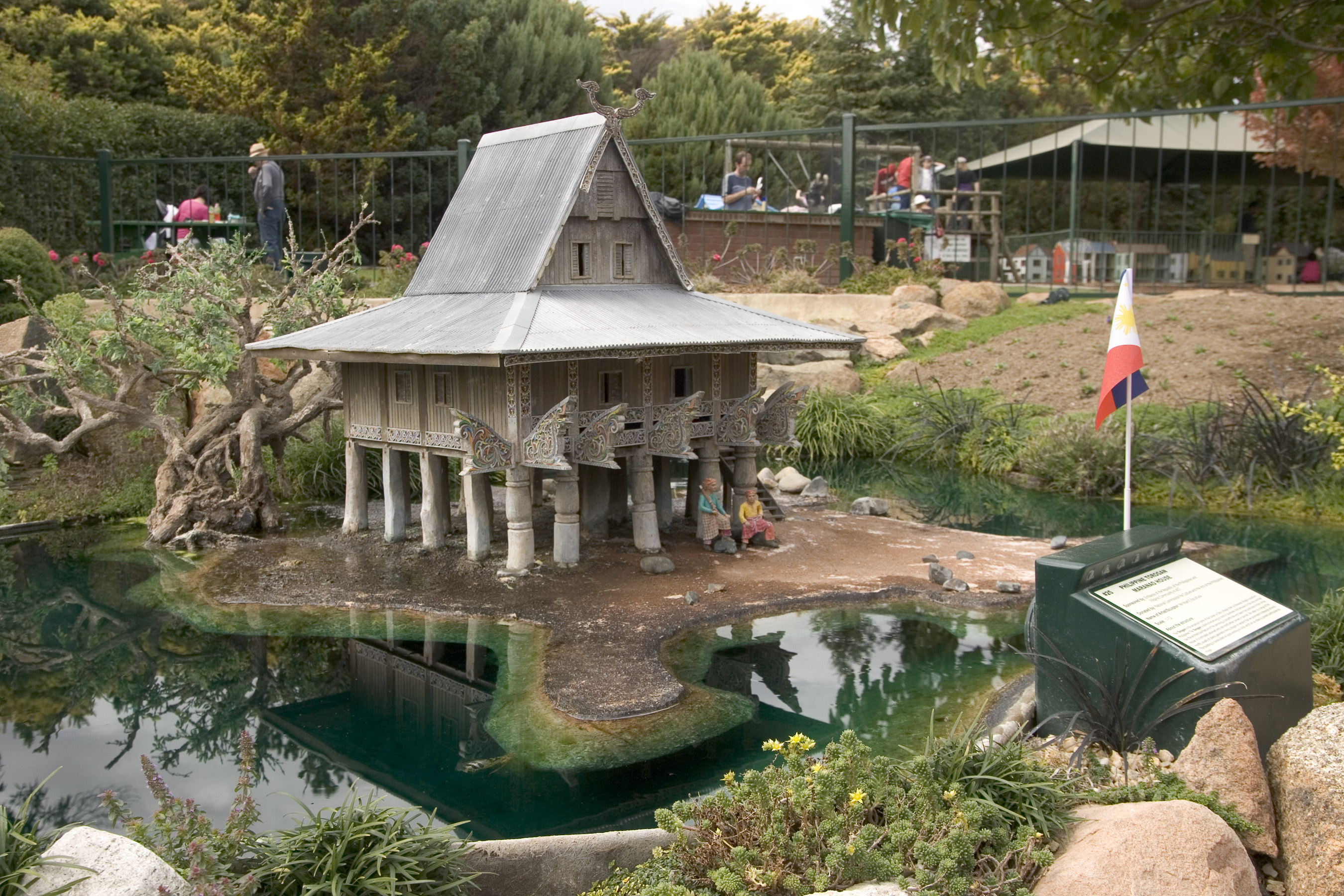
缩减尺寸的复制品，受到南拉瑙德尔苏尔的国家文化宝藏的启发
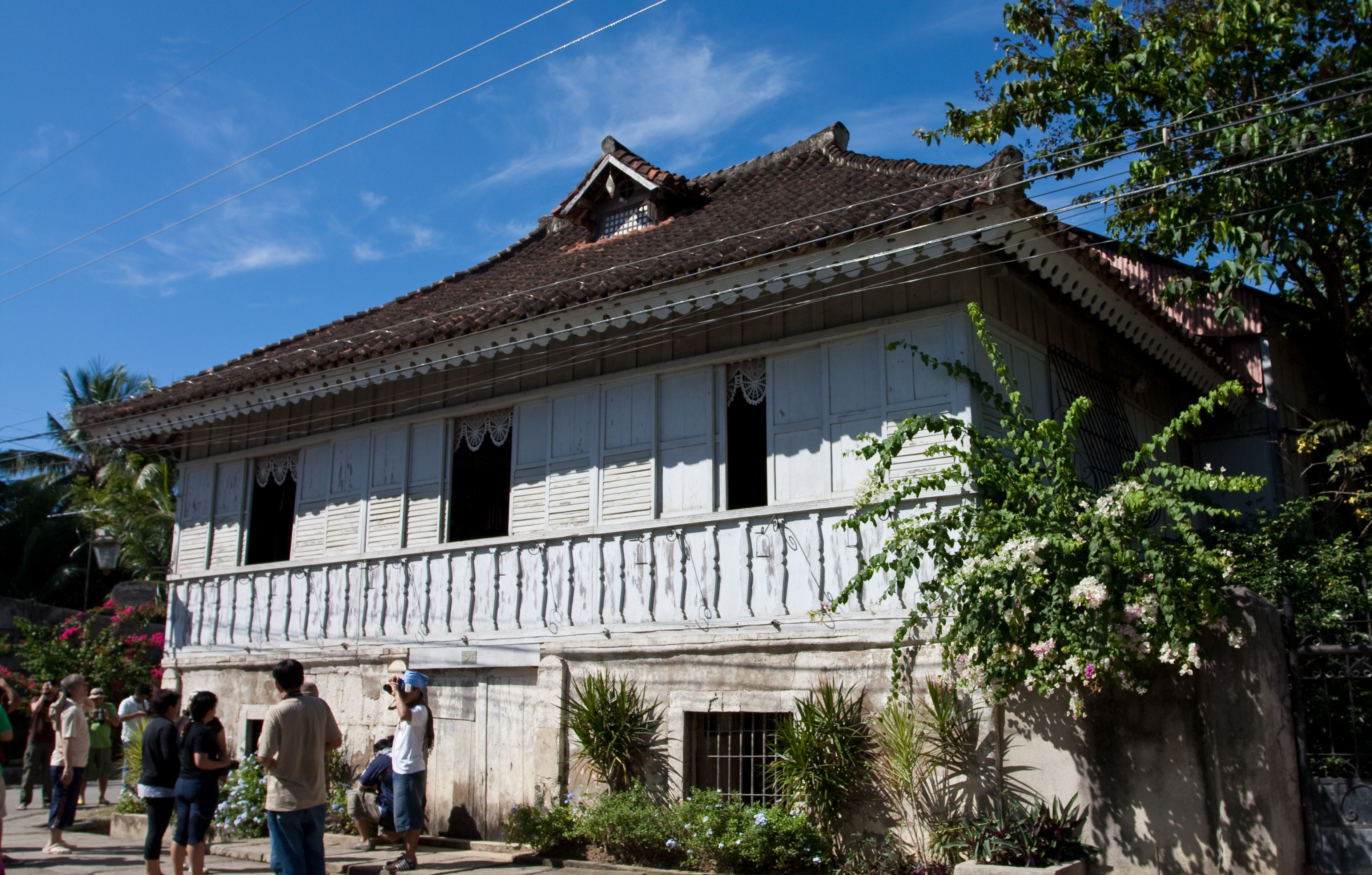
在宿雾的殖民时期混合式石屋风格
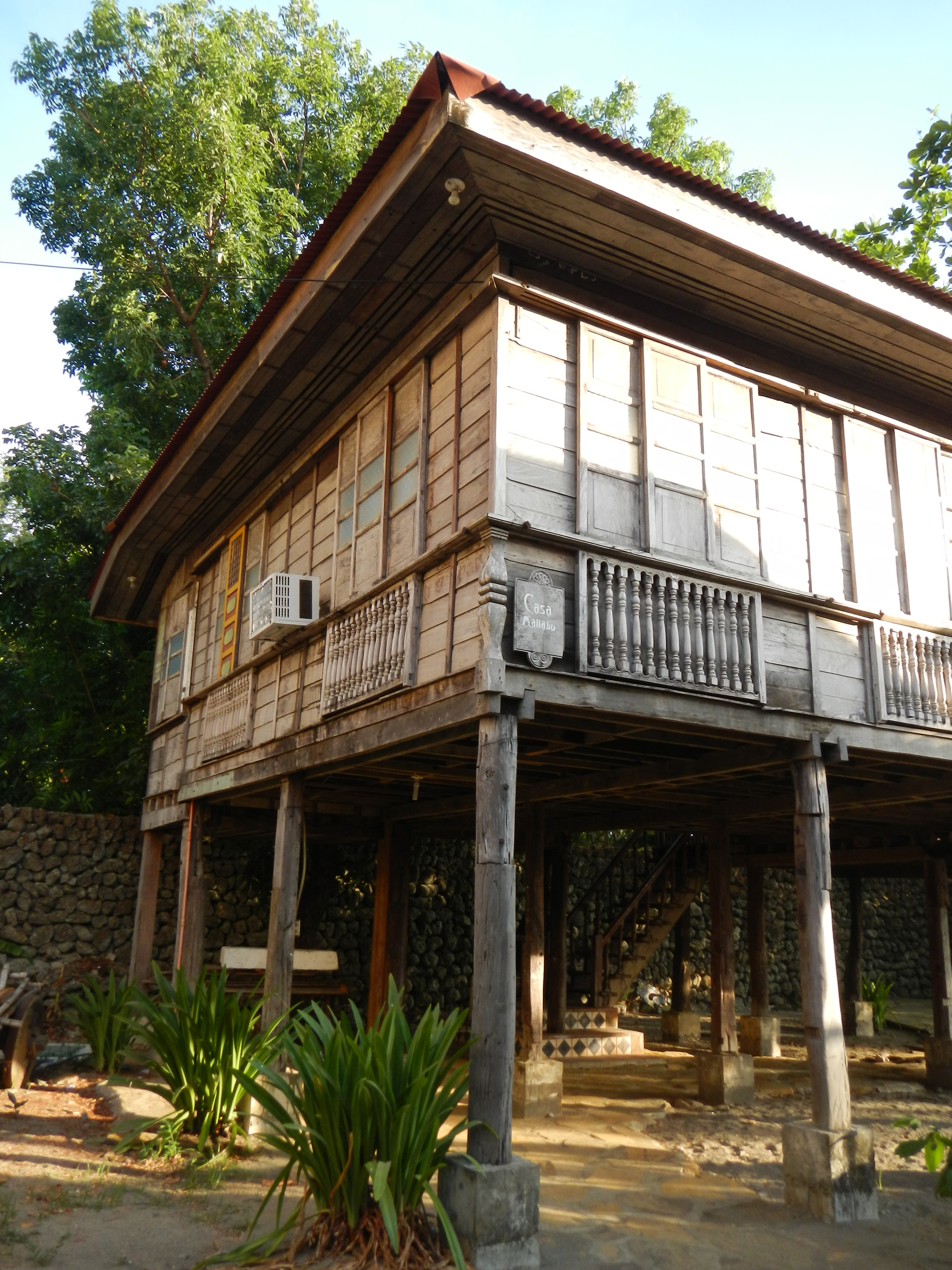
一个简单的久保屋
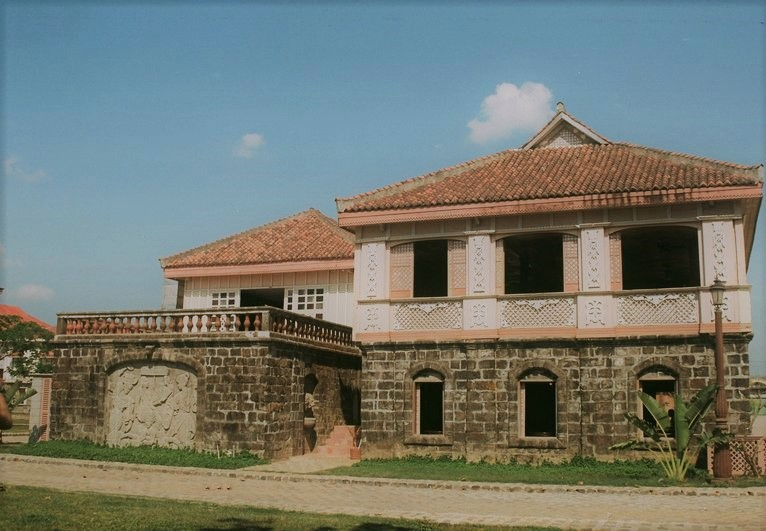
一些殖民时期混合式石屋风格房子
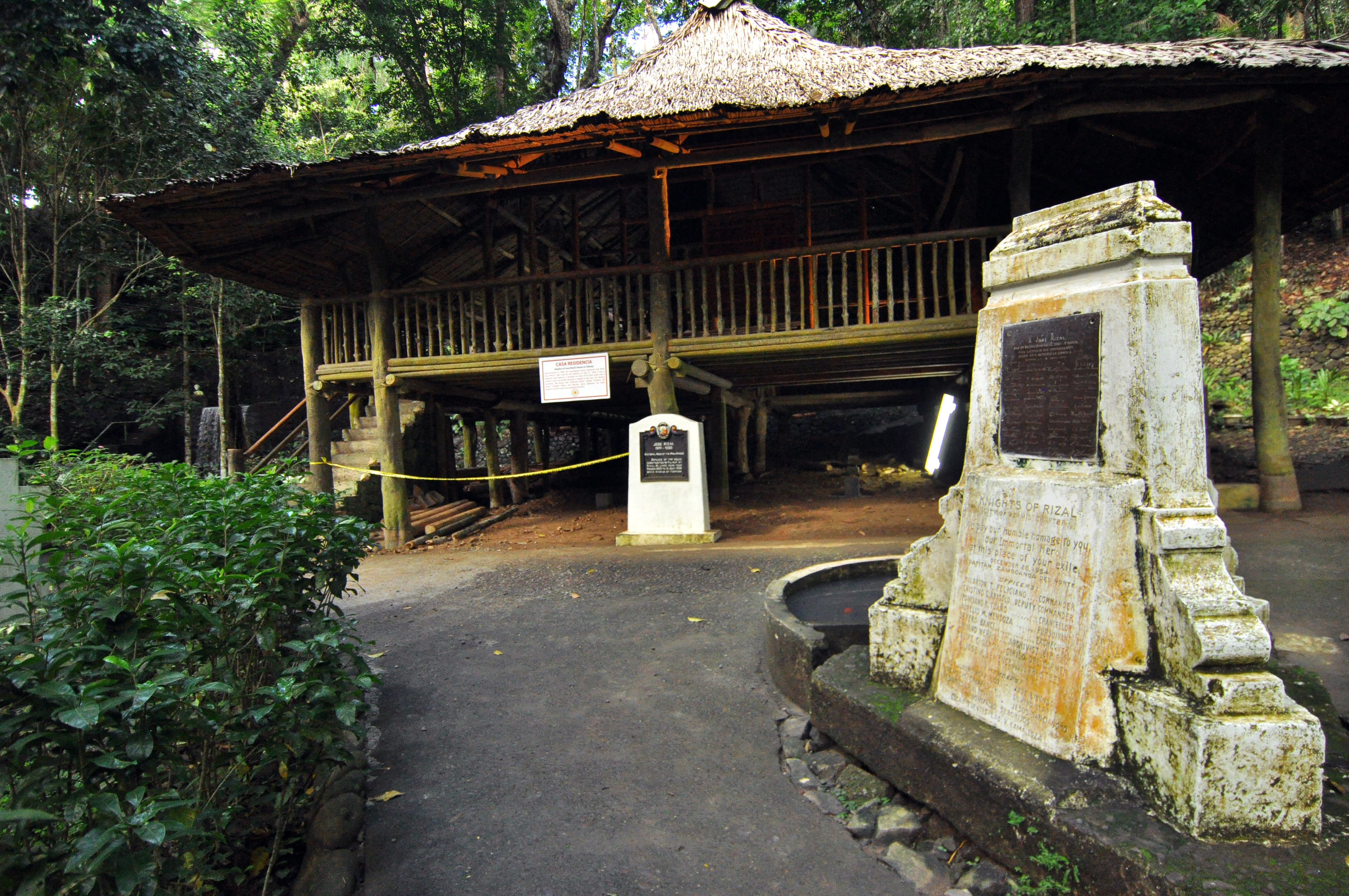
达皮丹的住宅楼
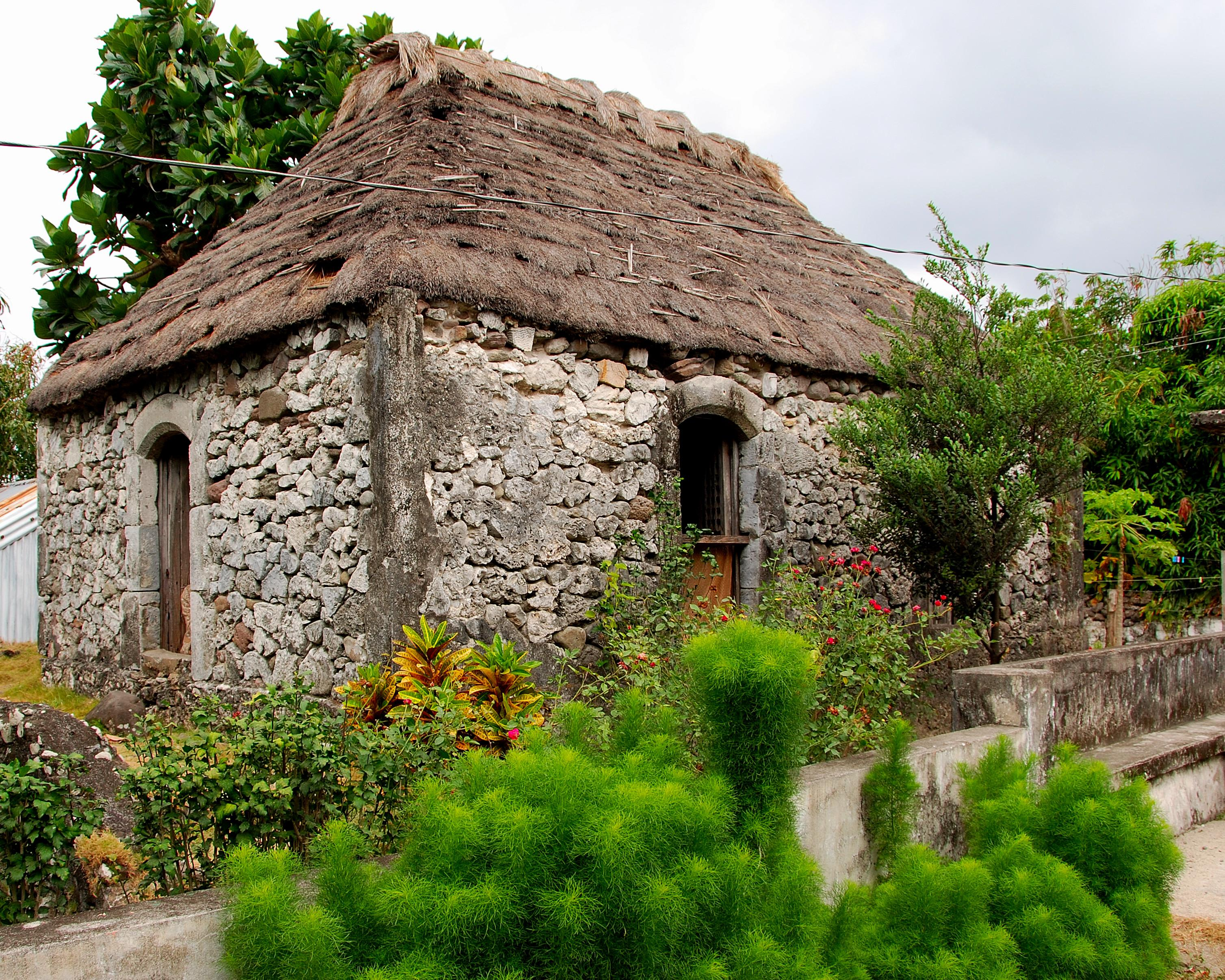
达凯房屋，是菲律宾幸存下来的最古老的珊瑚房屋，直到今天（大约1887年）
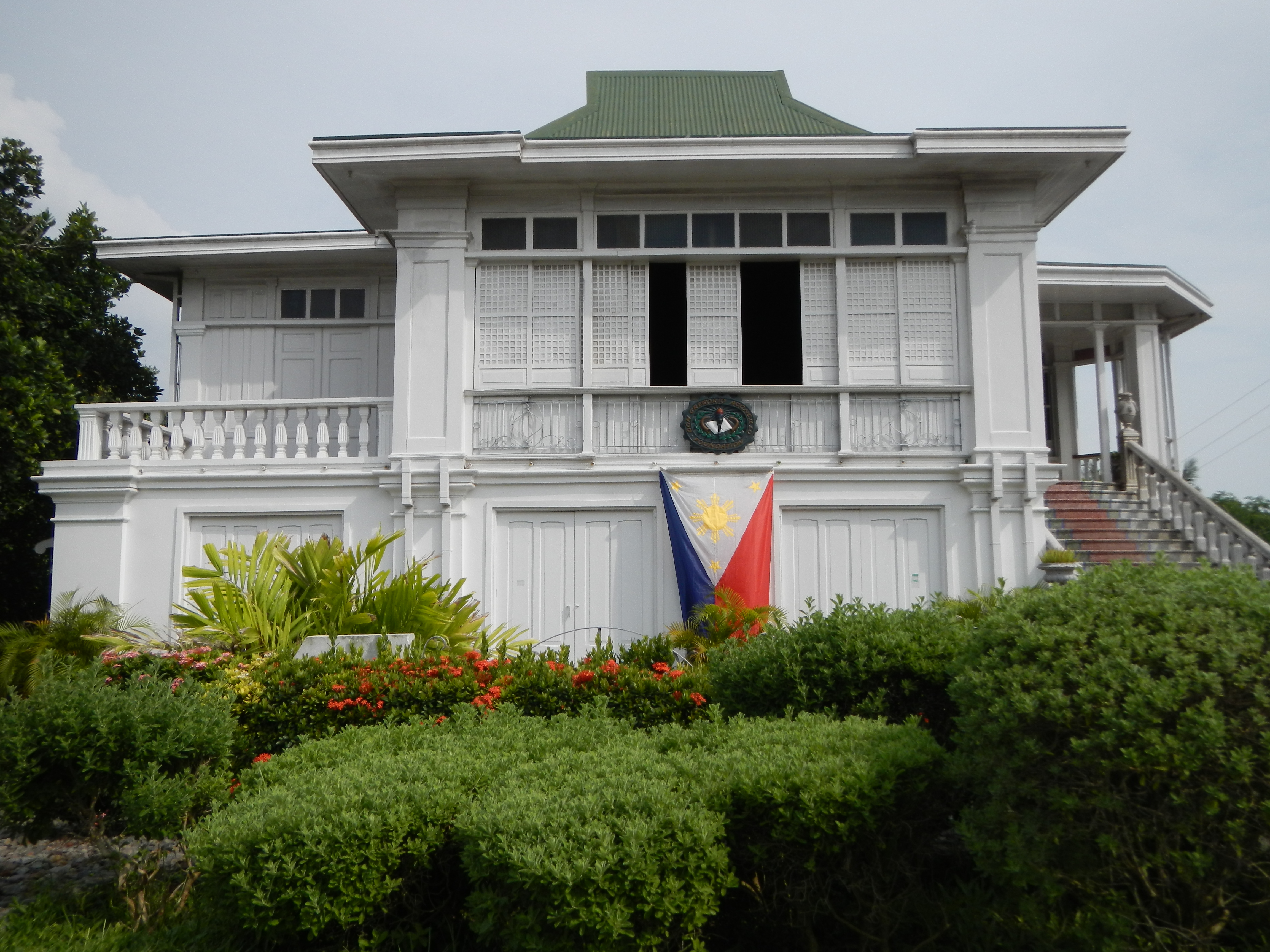
田间茅屋风格的卡尔德隆房子
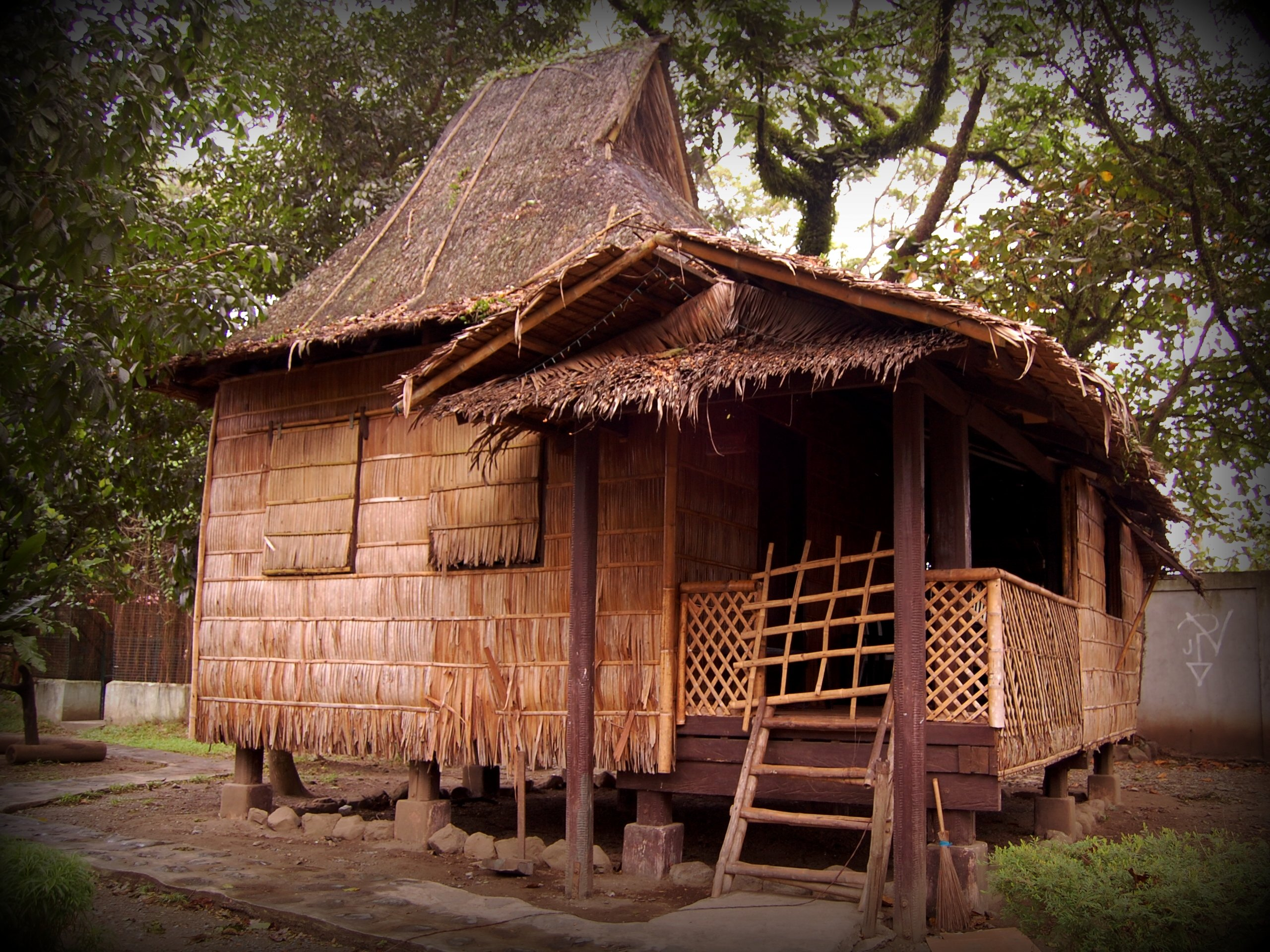
田间茅屋风格的奎松市出生房屋
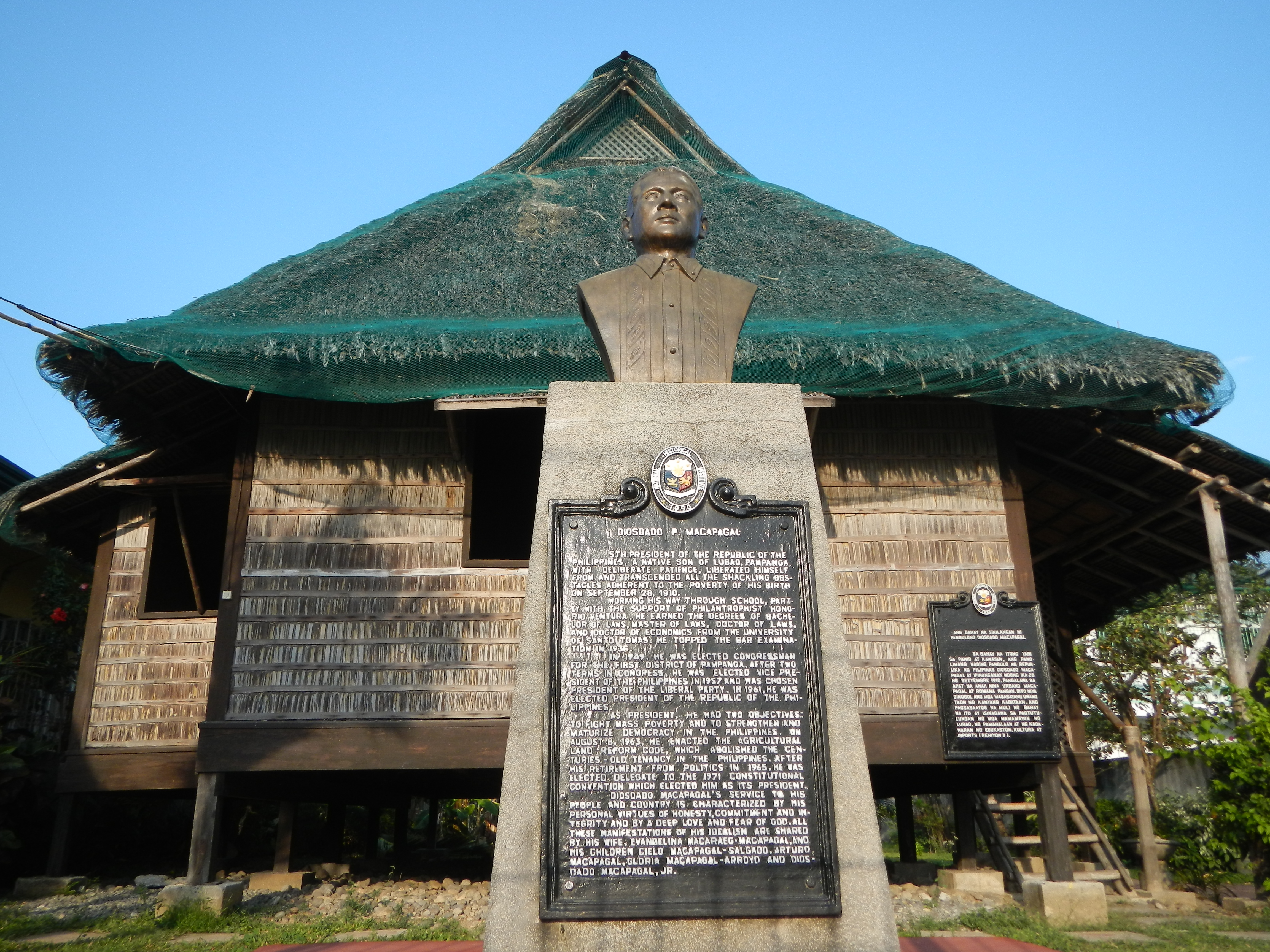
久保式马卡帕加尔图书馆和博物馆
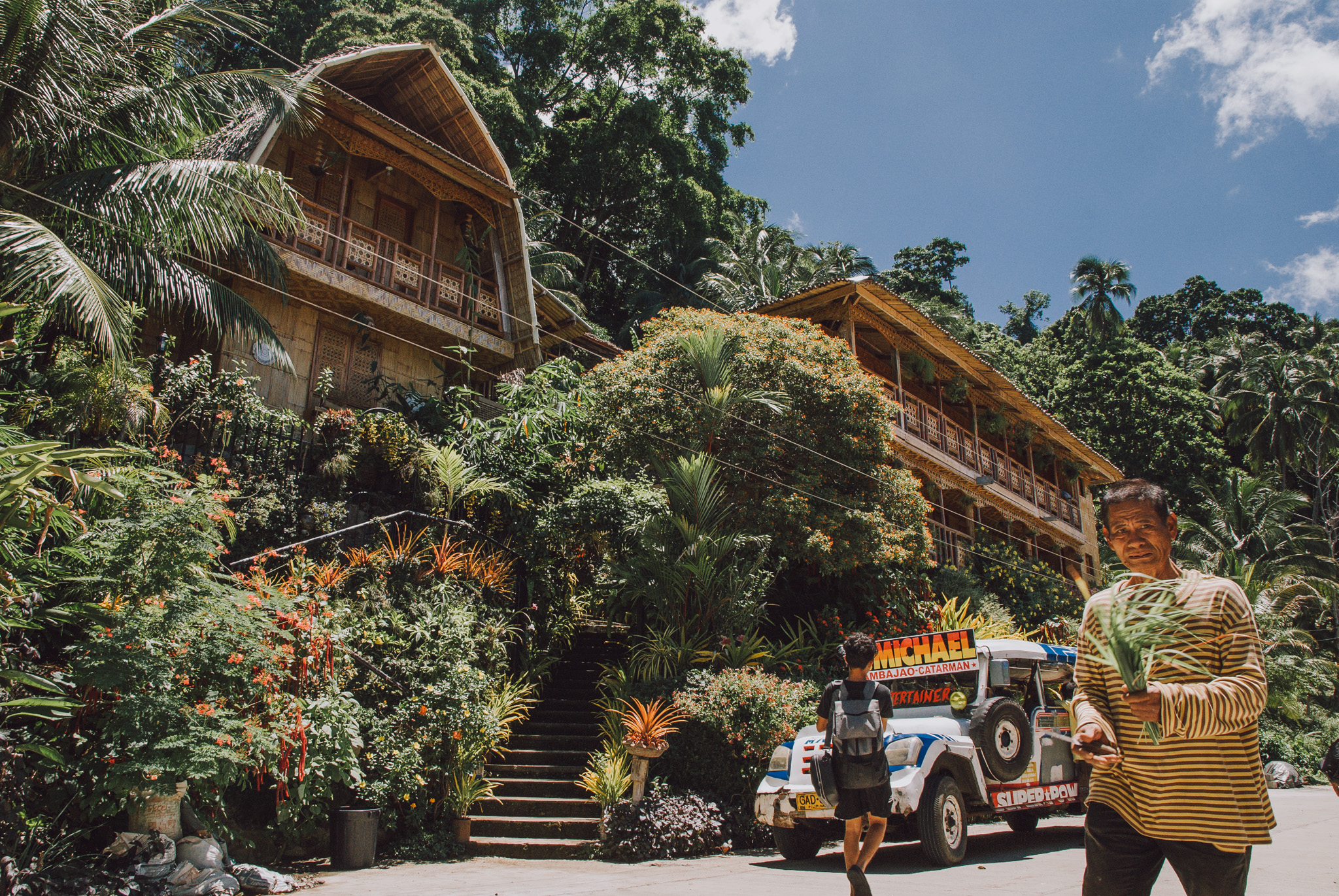
甘米银河风格的房子
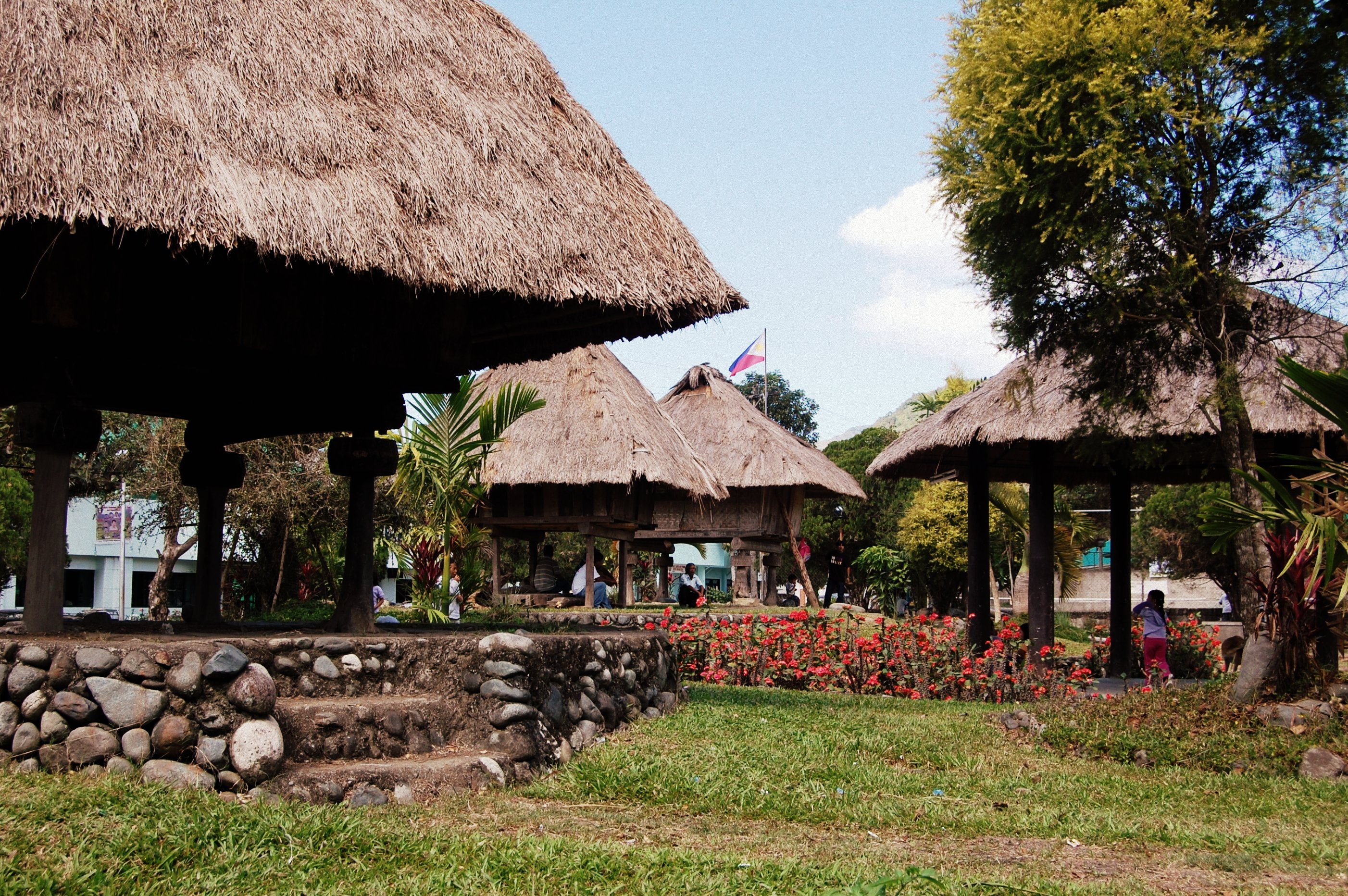
伊富高拉加威的传统民居
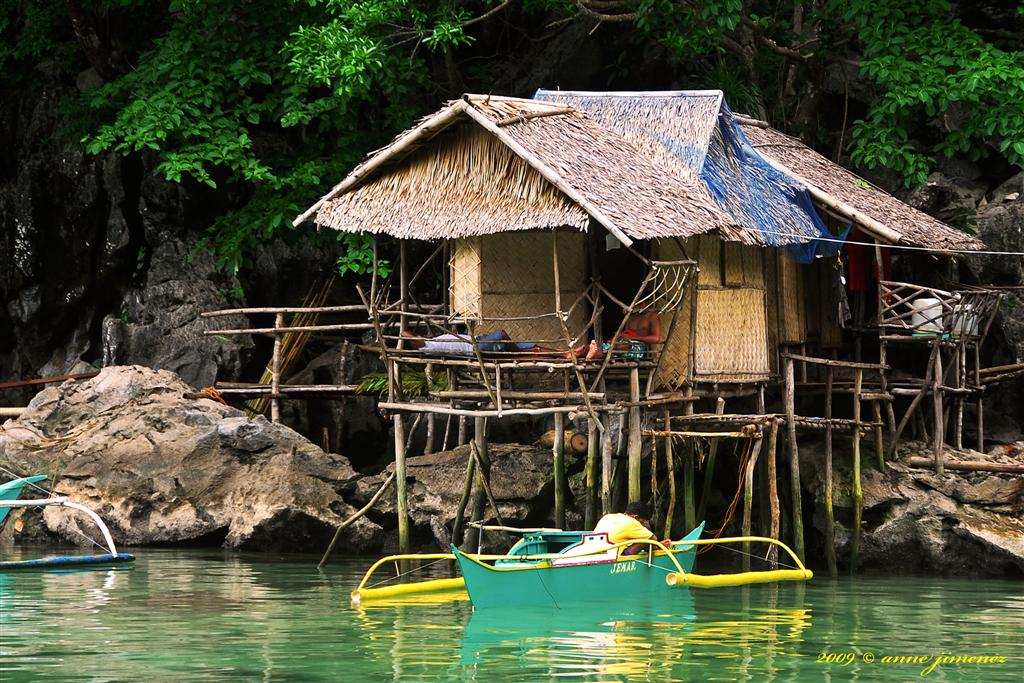
巴拉望的一栋简单的久保风格的房子
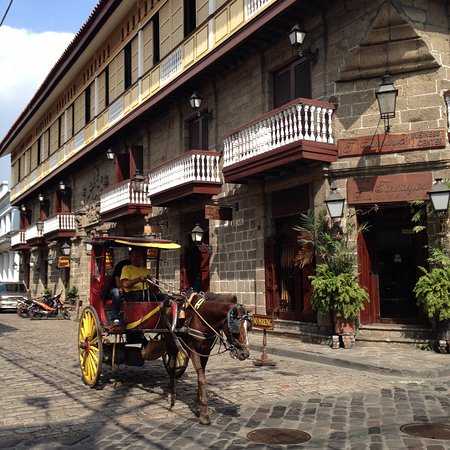
在中市，马尼拉的巴托房子
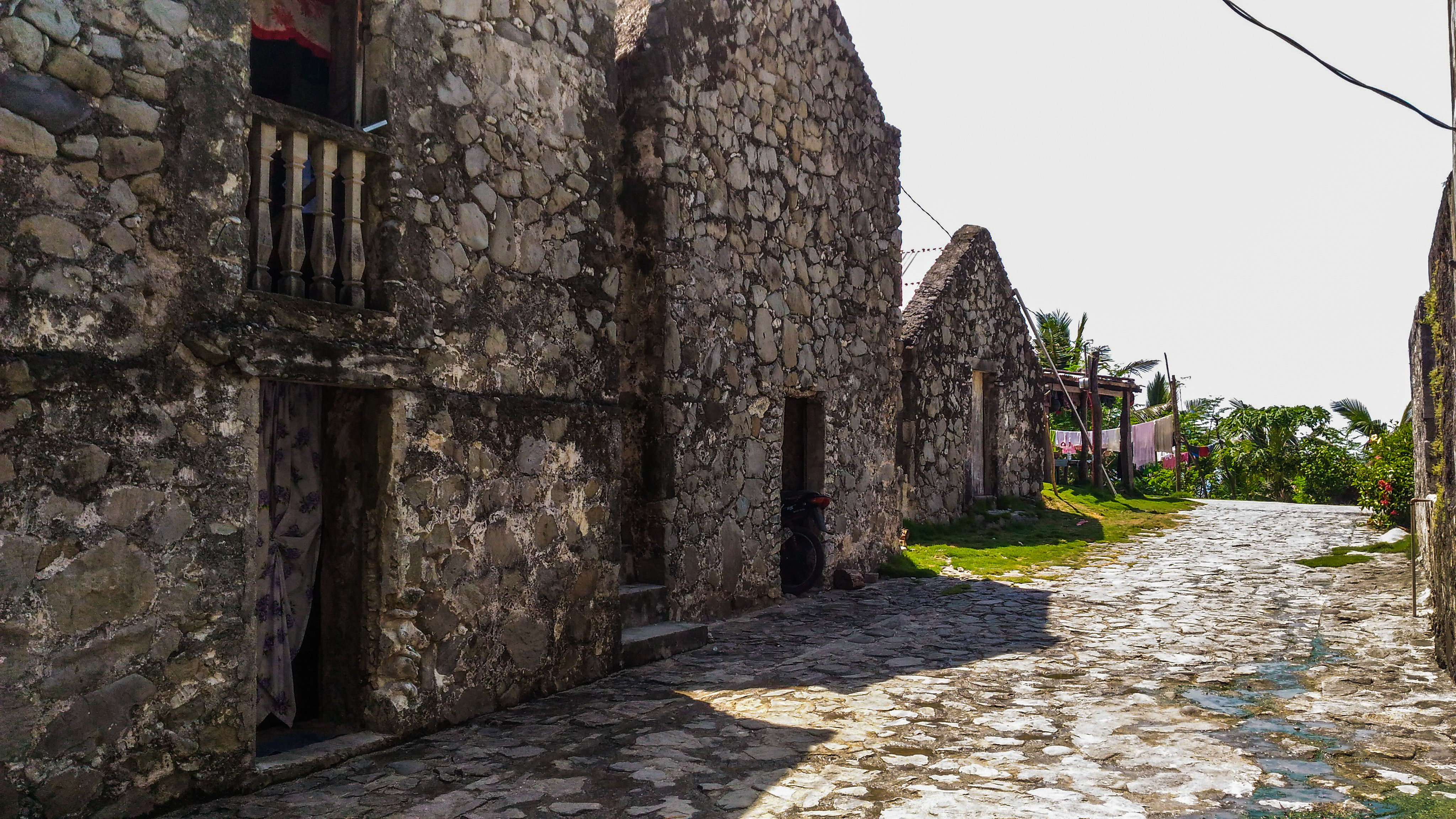
萨唐的珊瑚屋
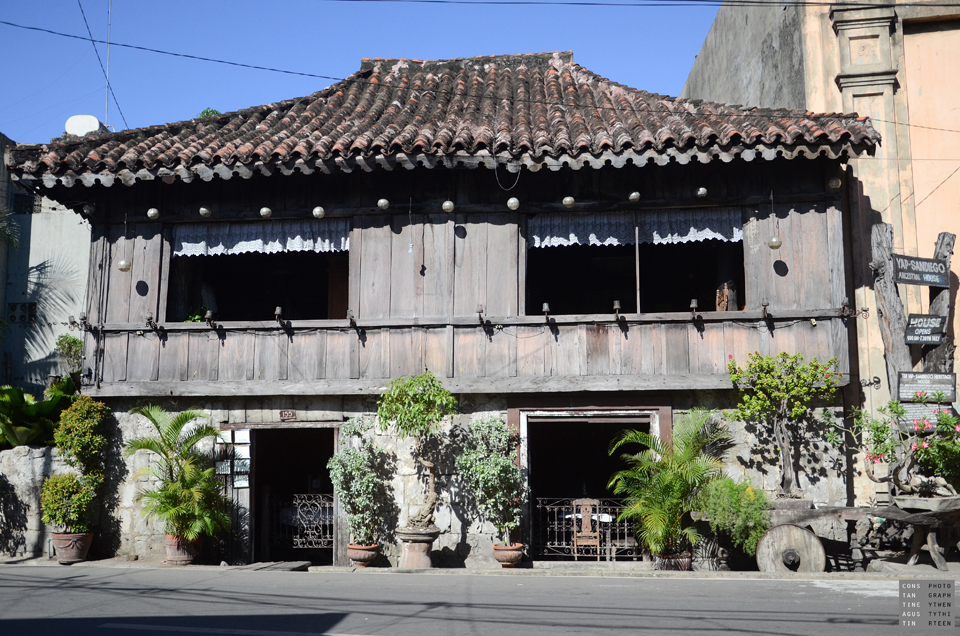
石屋风格的药氏住宅
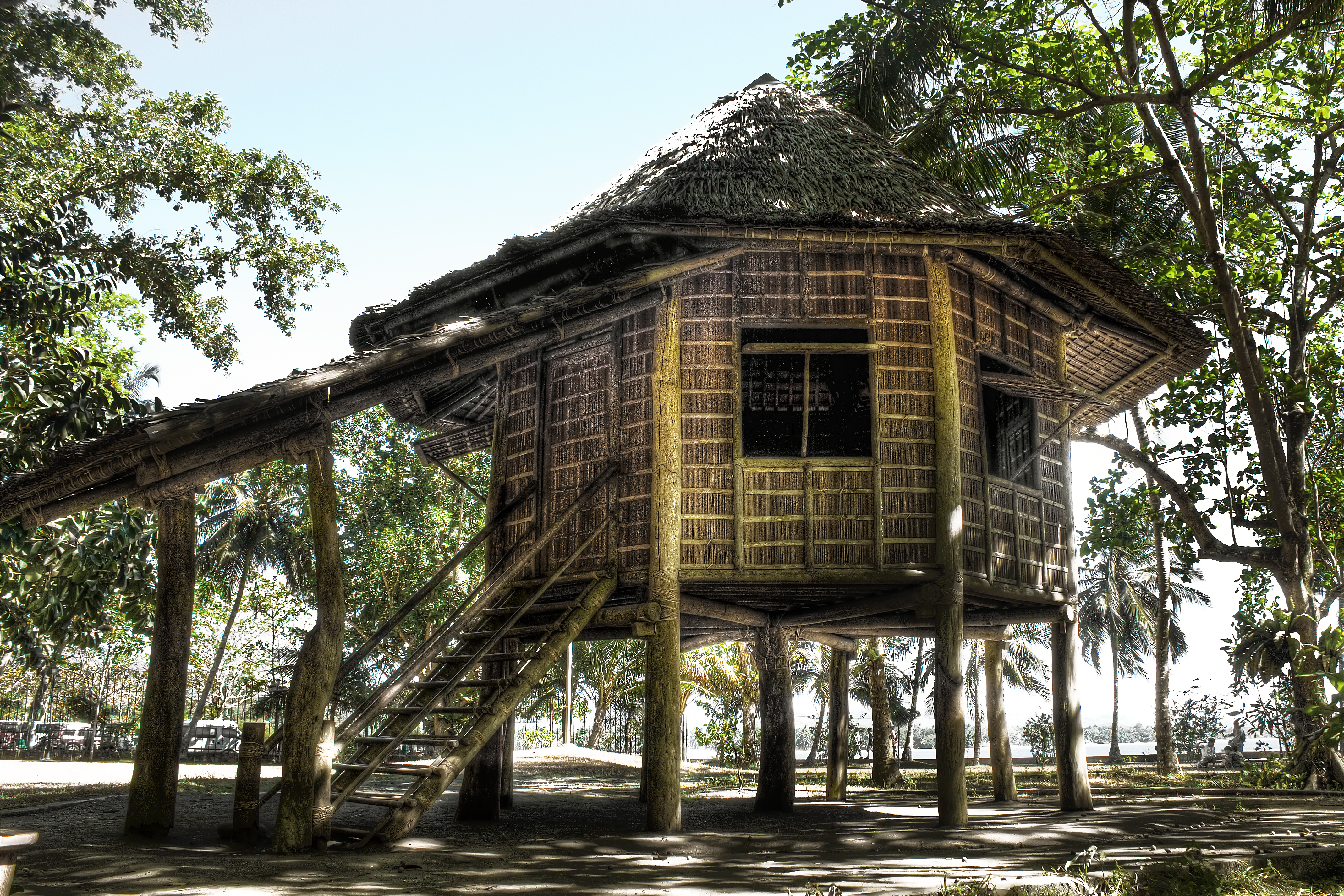
达皮丹的黎刹纪念保护景观的主要结构之一
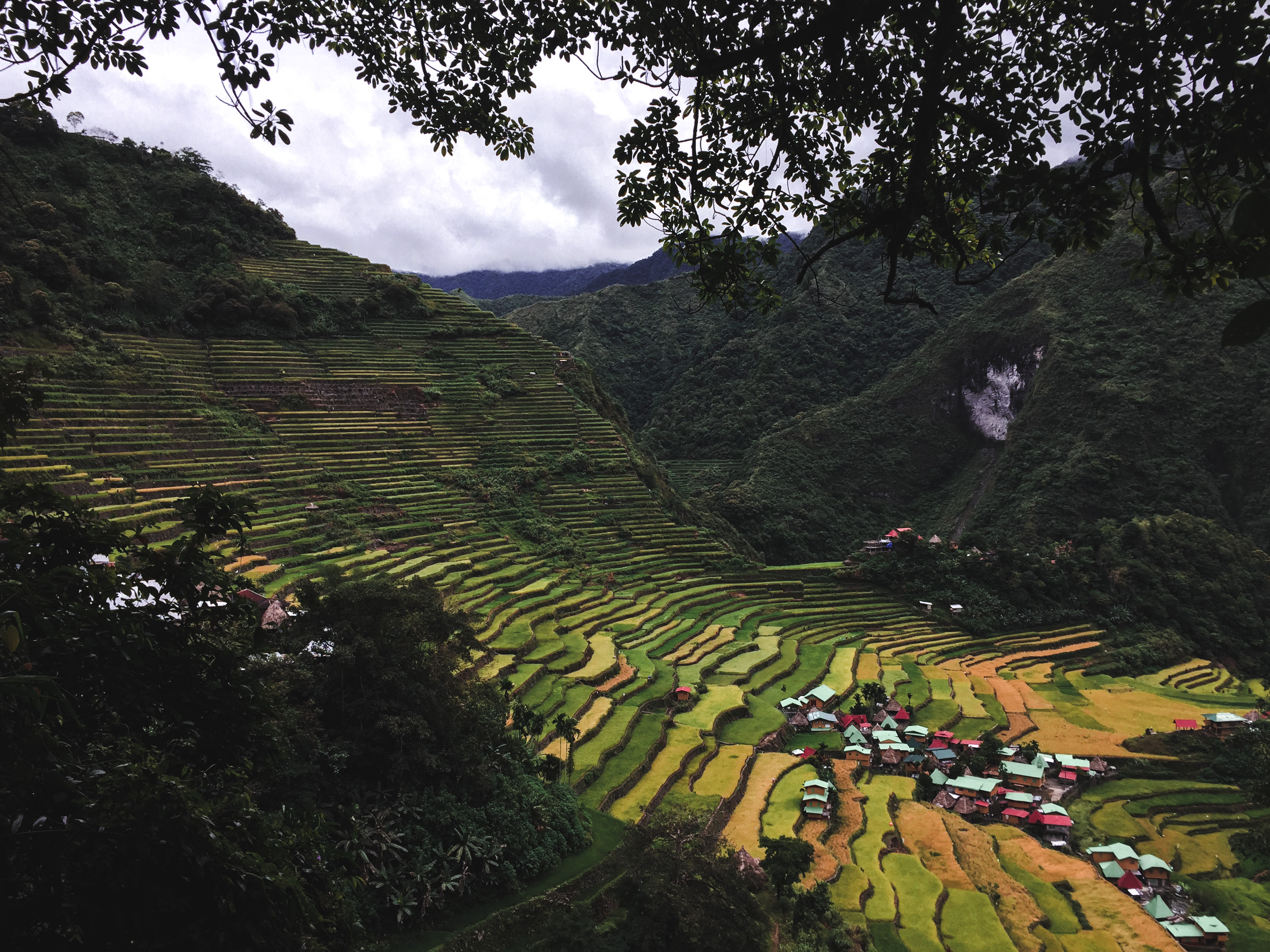
菲律宾山脉的梯田，世界遗产和国家文化瑰宝
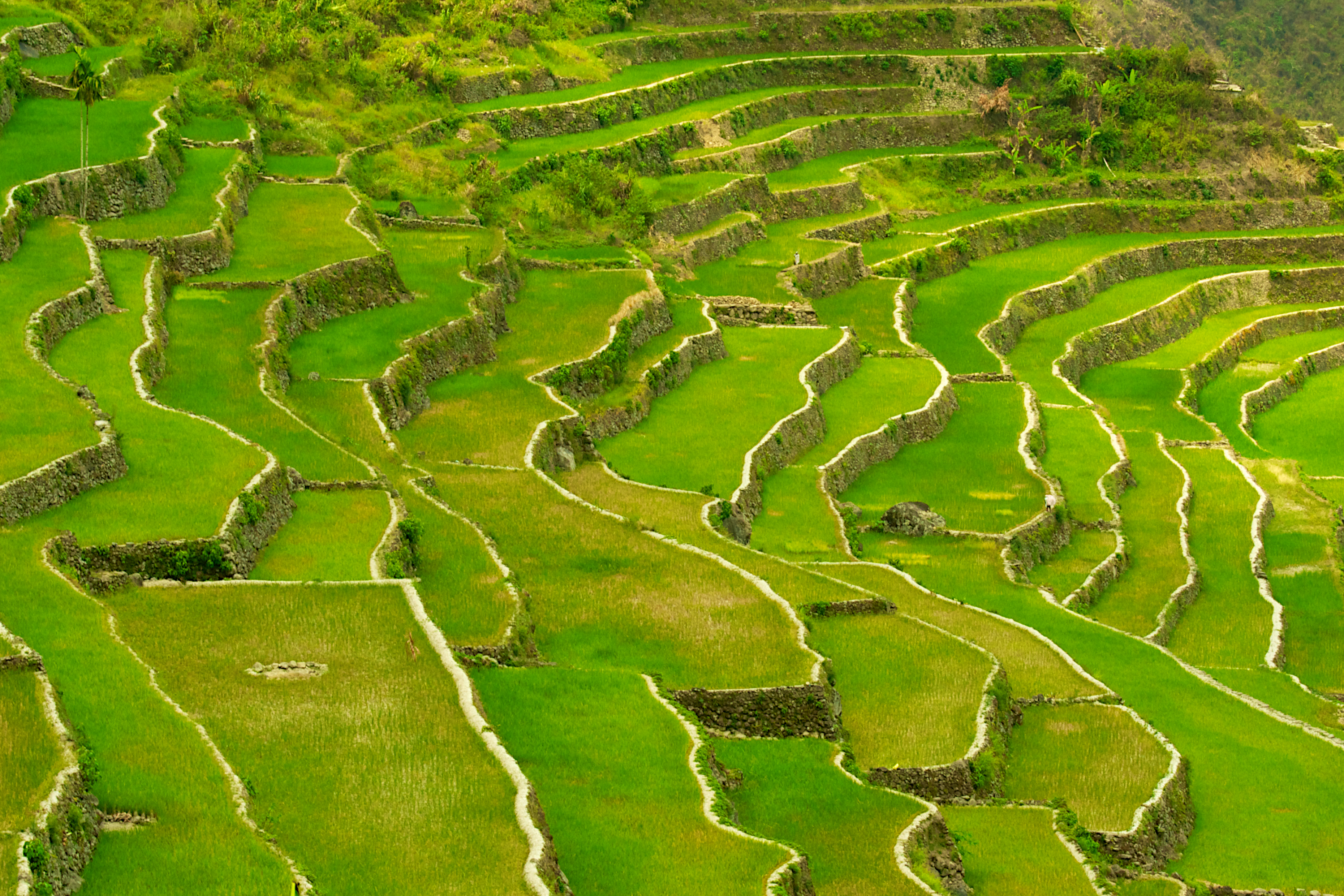
巴达水稻梯田
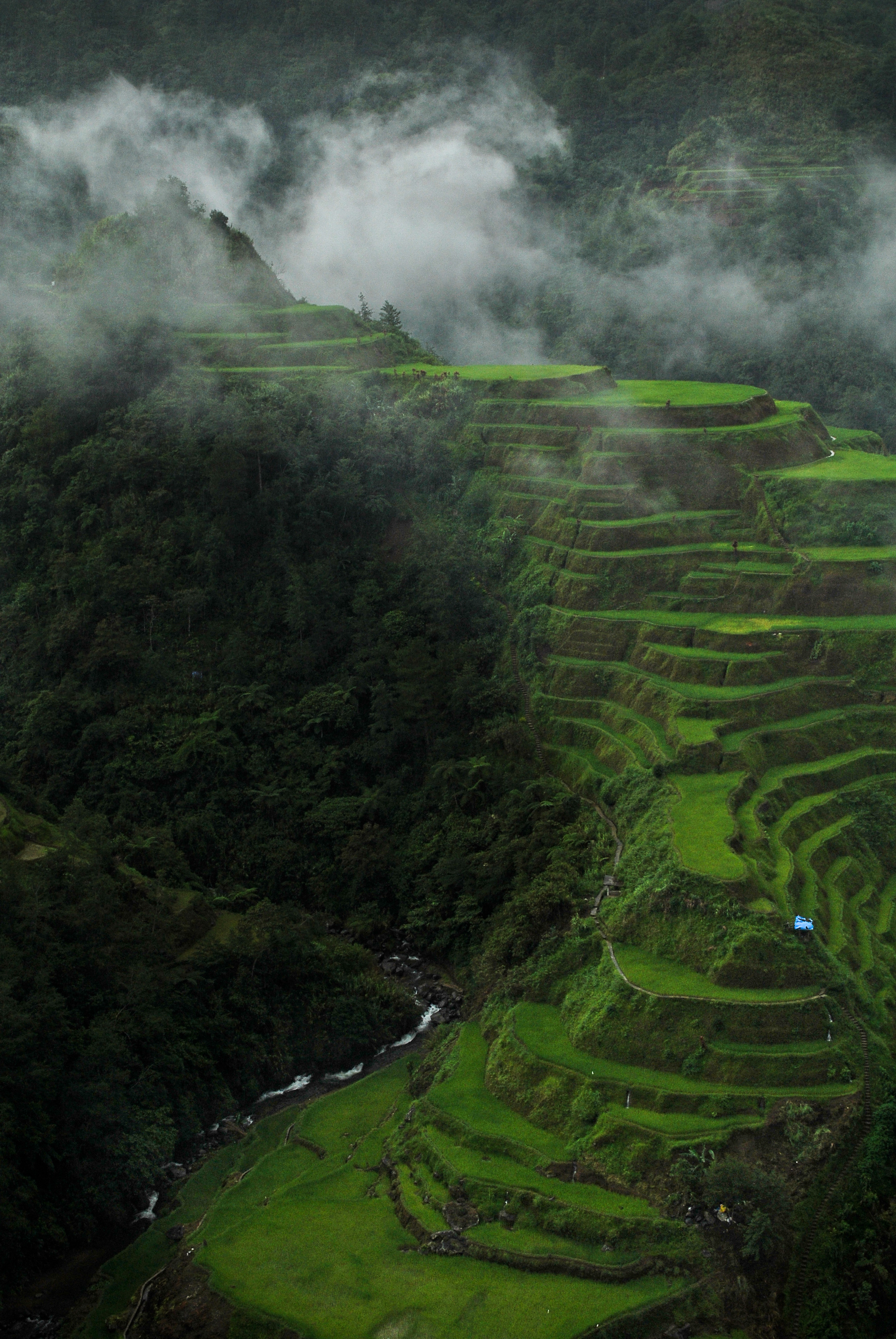
巴拿威梯田
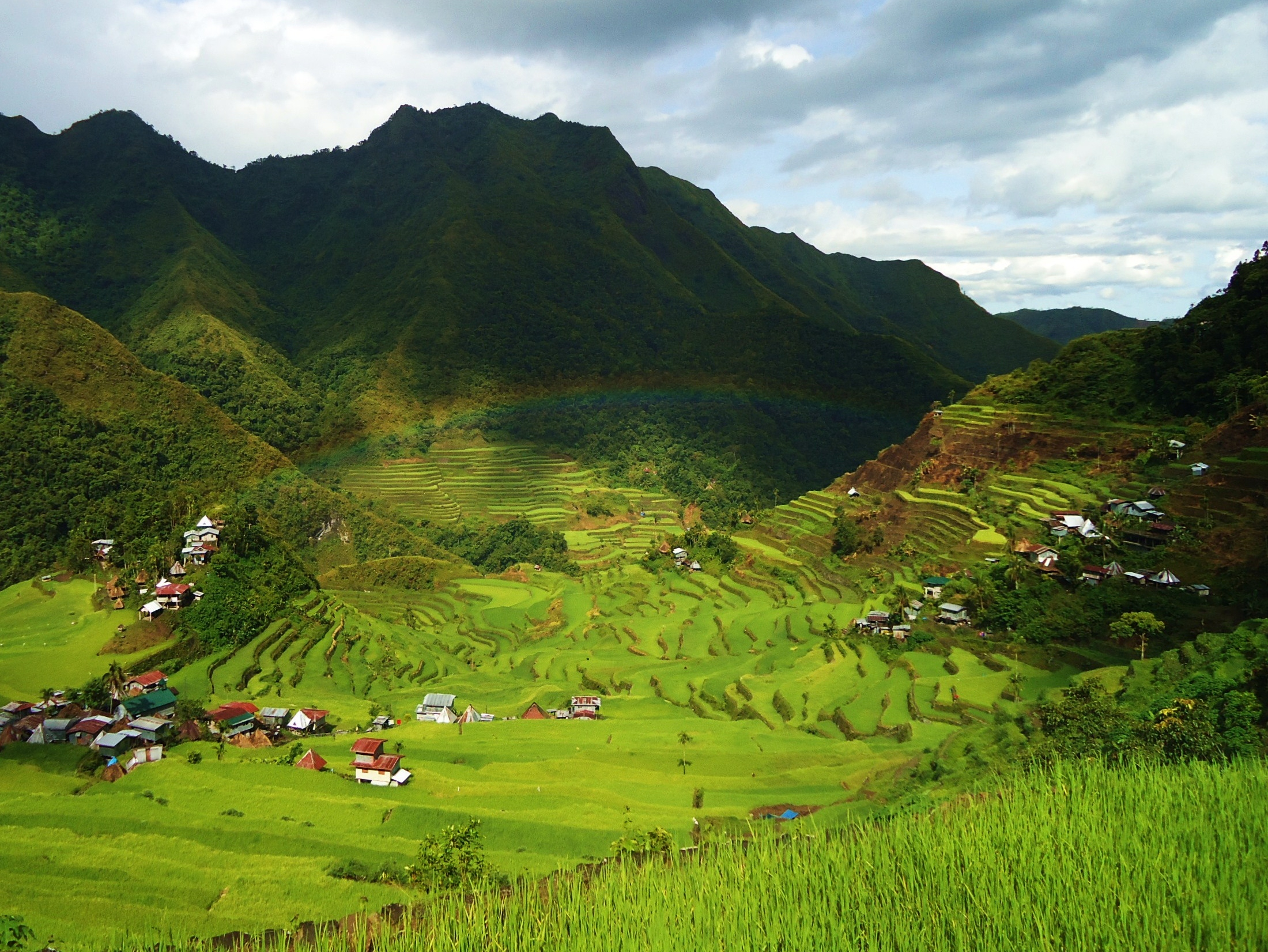
菲律宾的水稻梯田
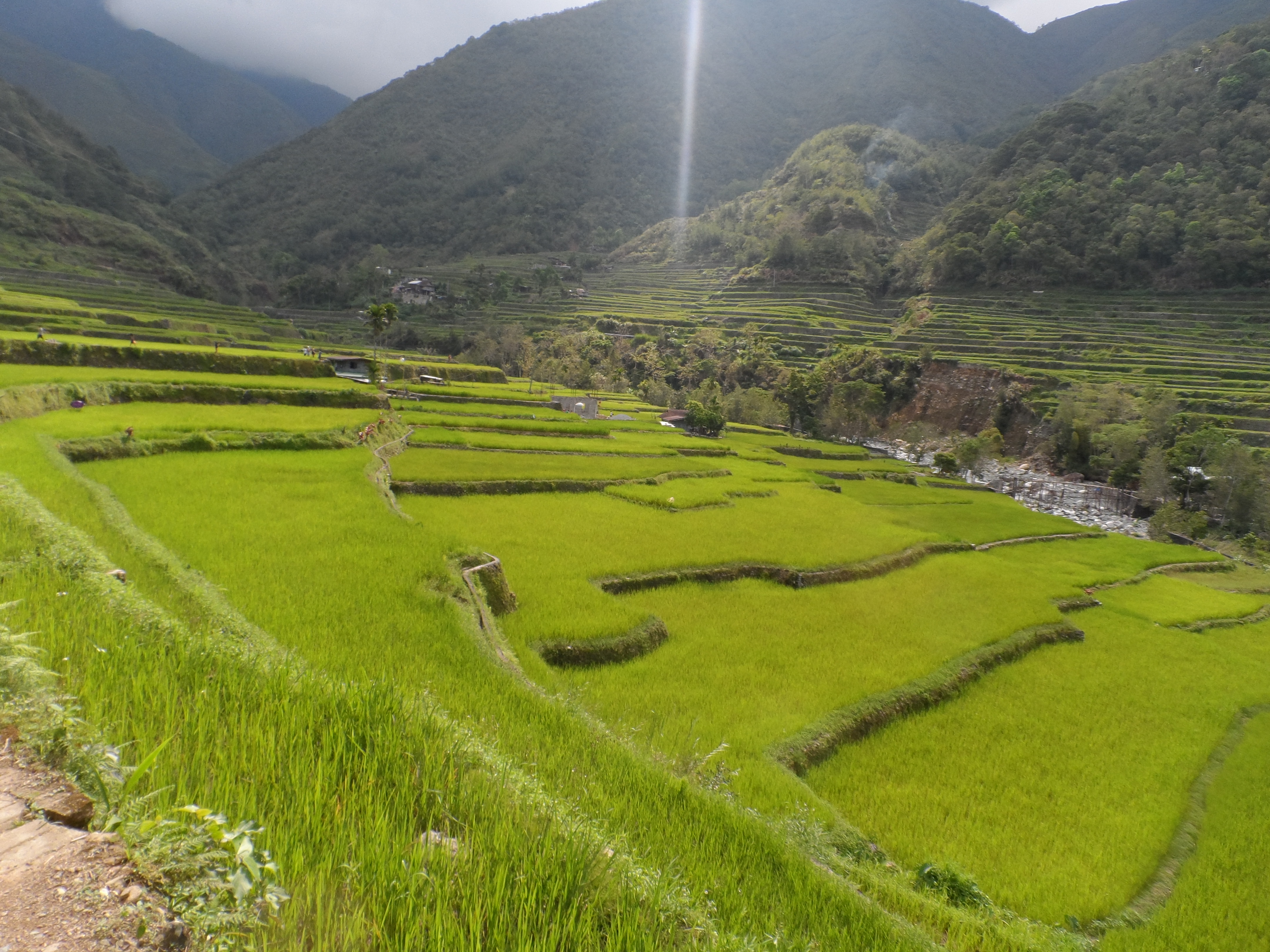
哈宝梯田
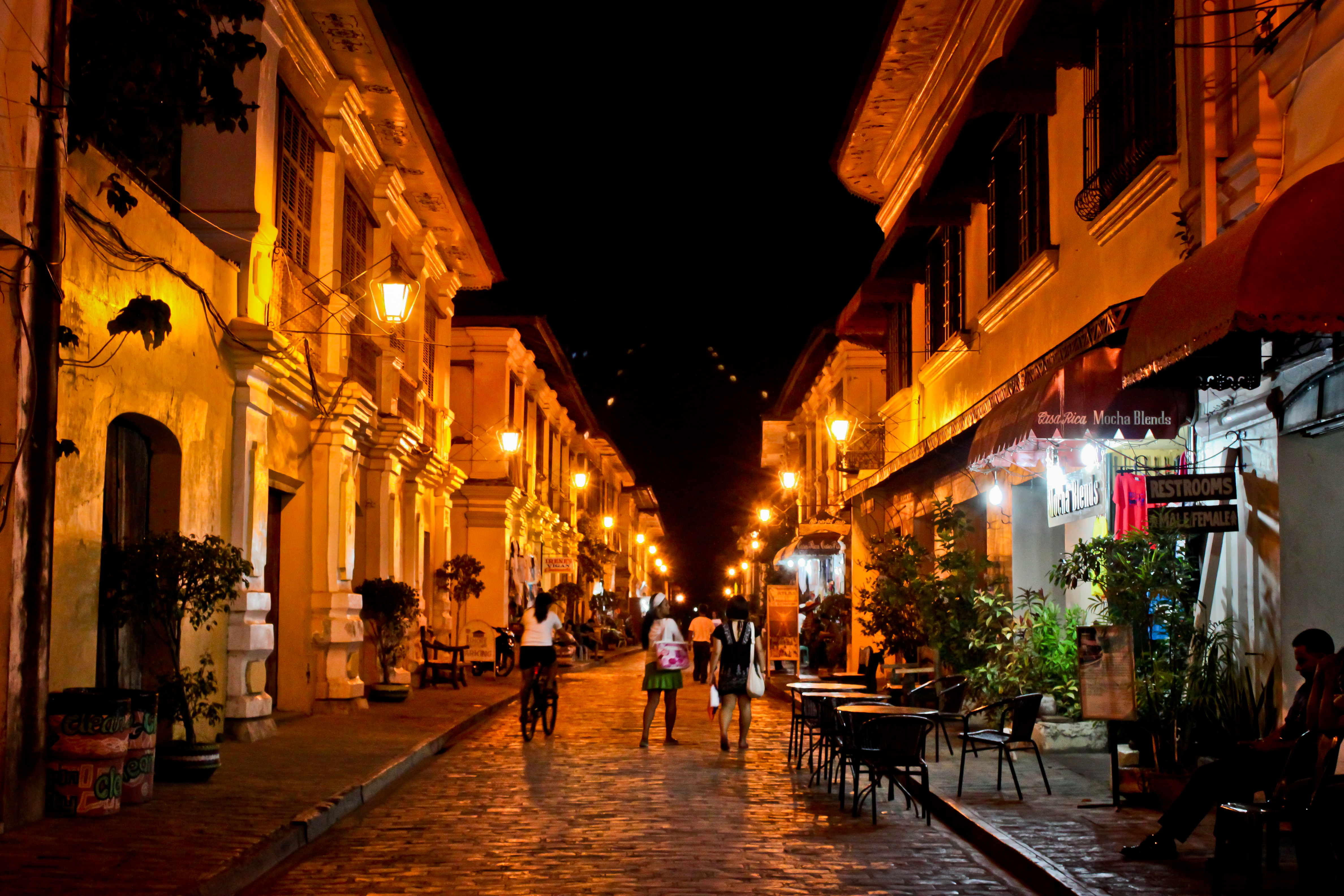
房屋位于维甘 ，是世界遗产，也是国家文化瑰宝的一部分
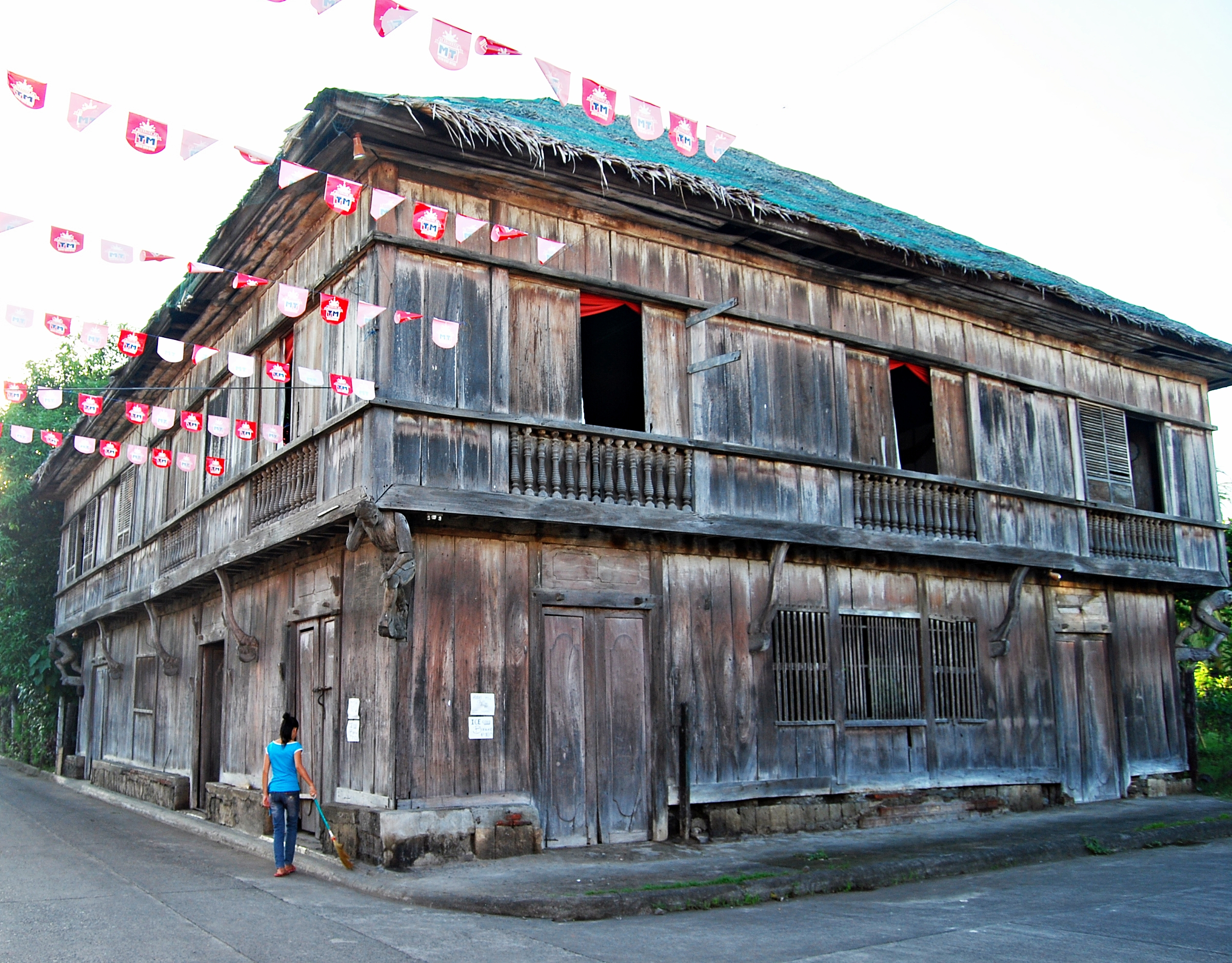
祖屋，采用殖民时期混合式石屋原型风格建造，并配有雕塑
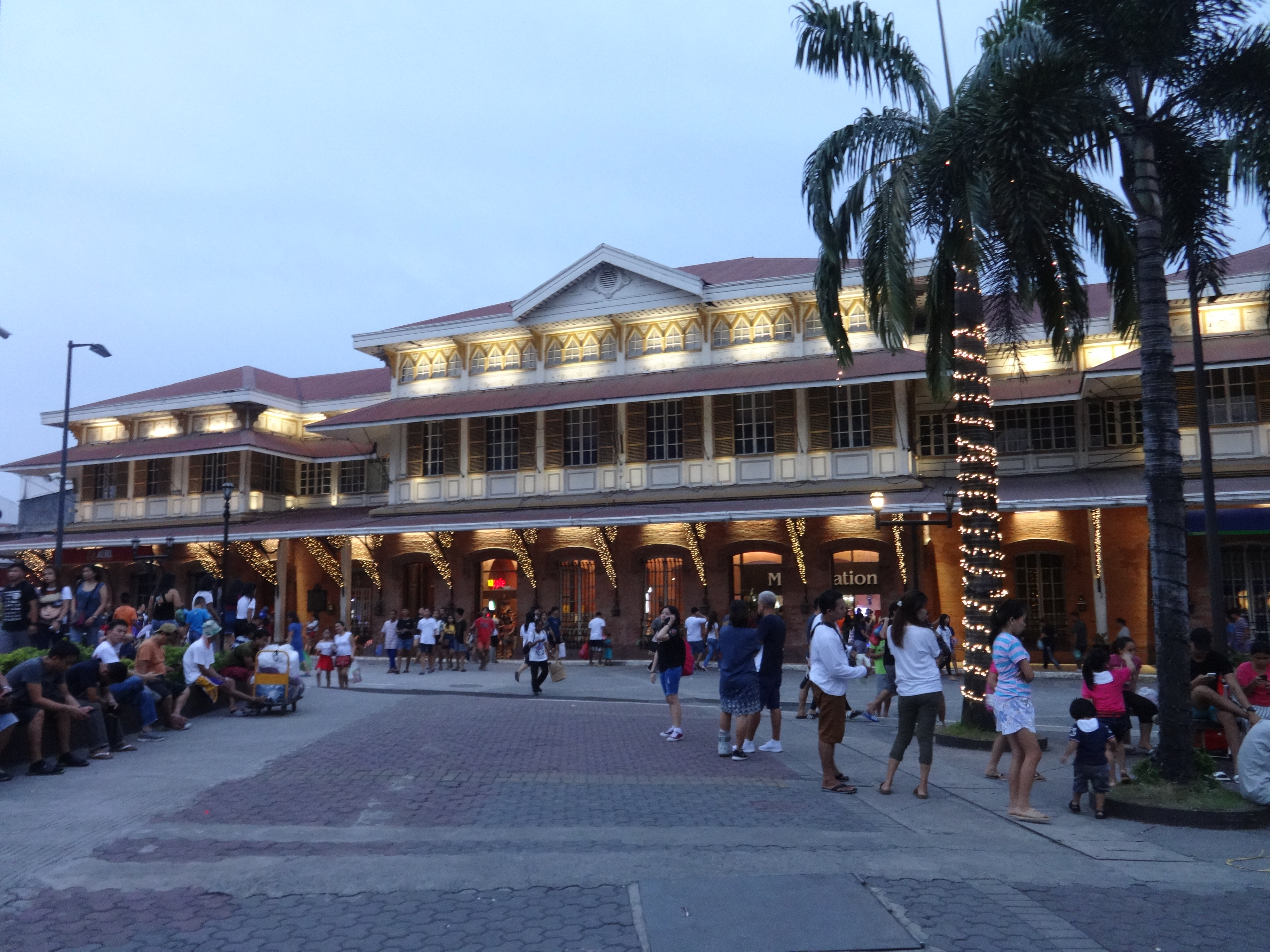
图图班中心主楼
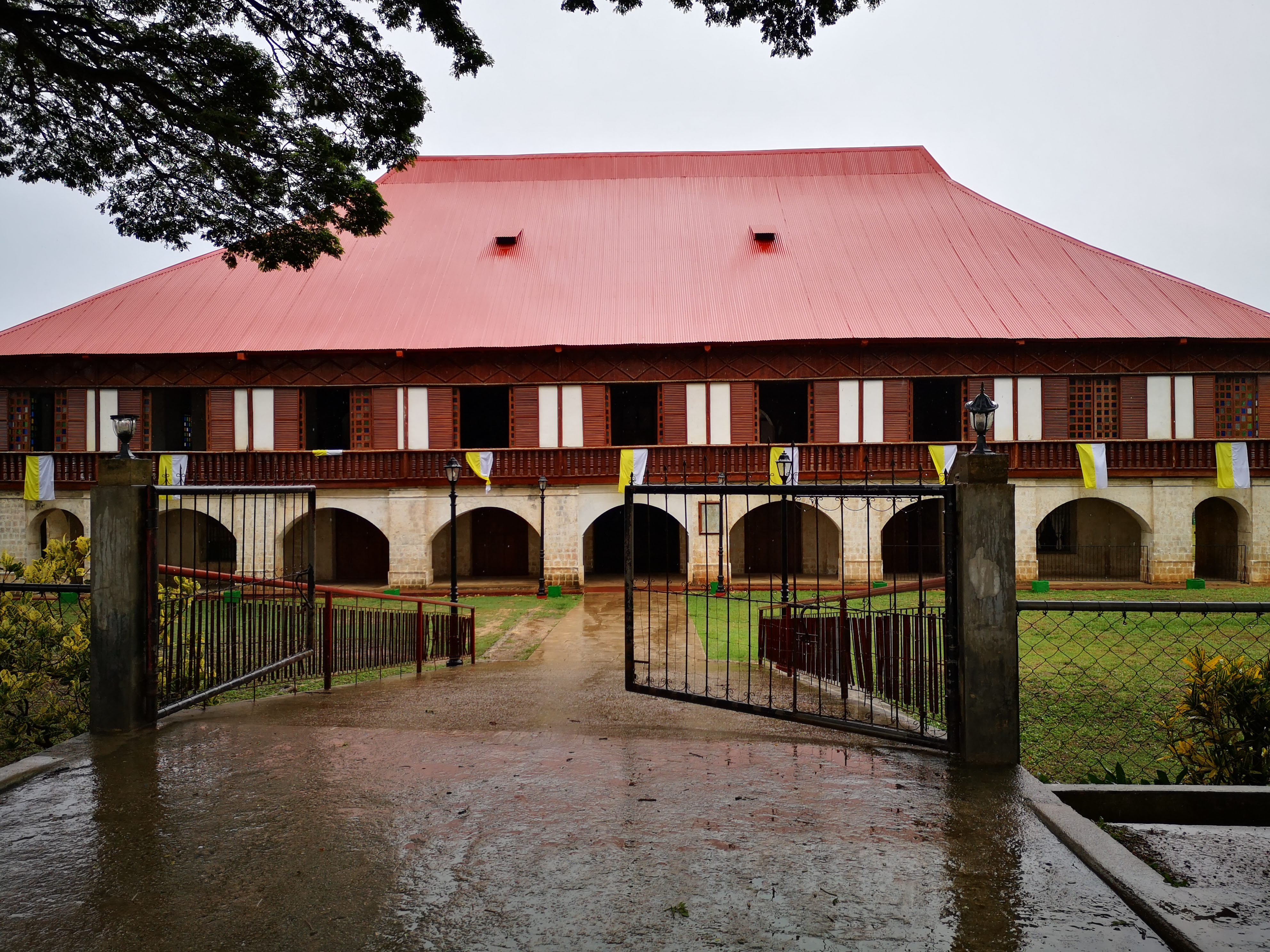
殖民时期混合式石屋风格的Lazi修道院
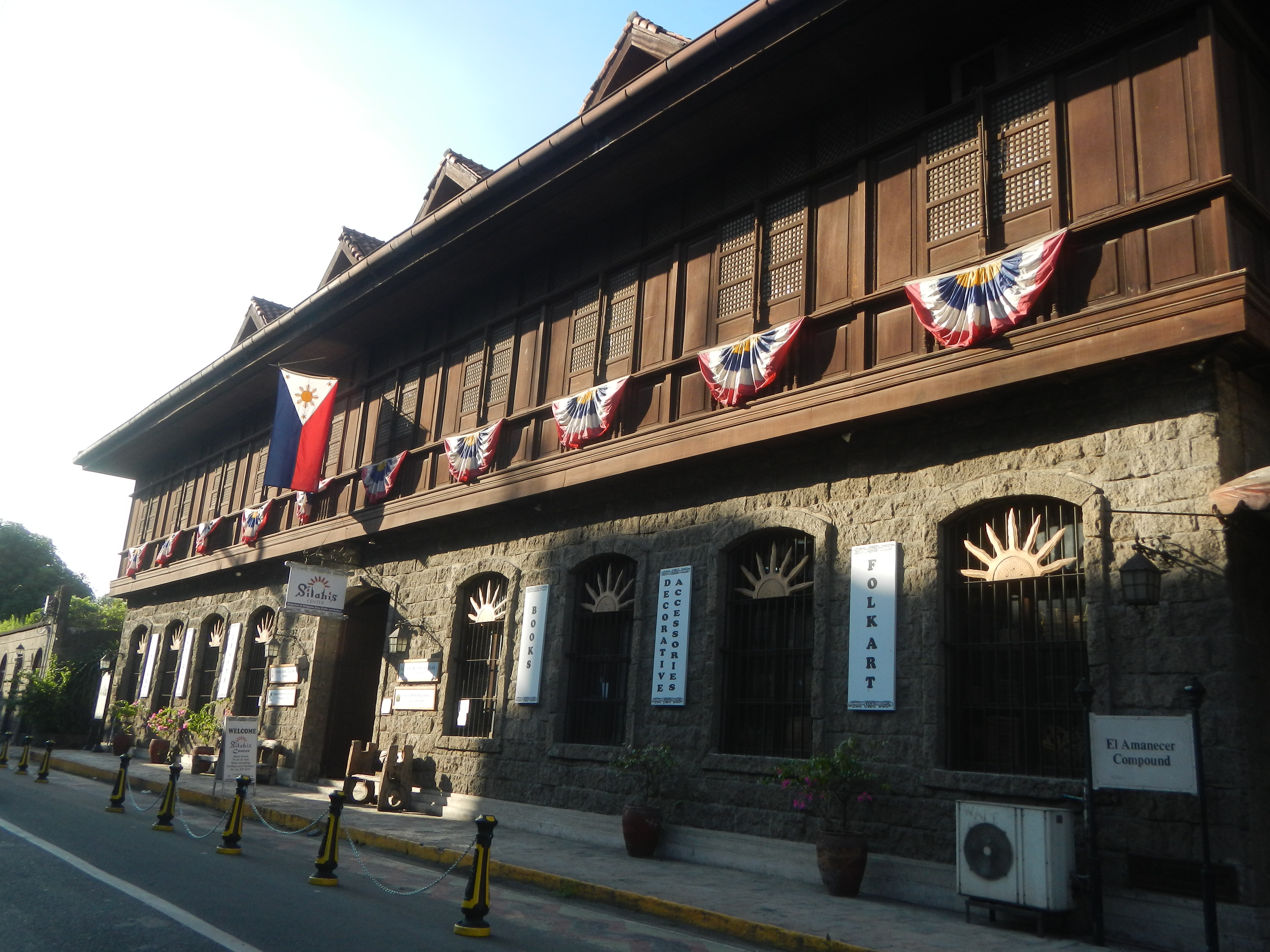
在王城区的殖民时期混合式石屋建筑
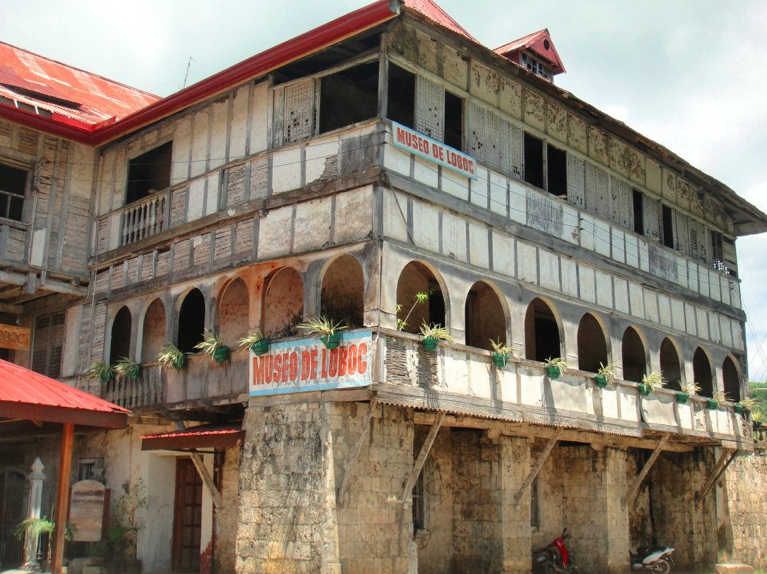
殖民时期混合式石屋建筑风格的博物馆
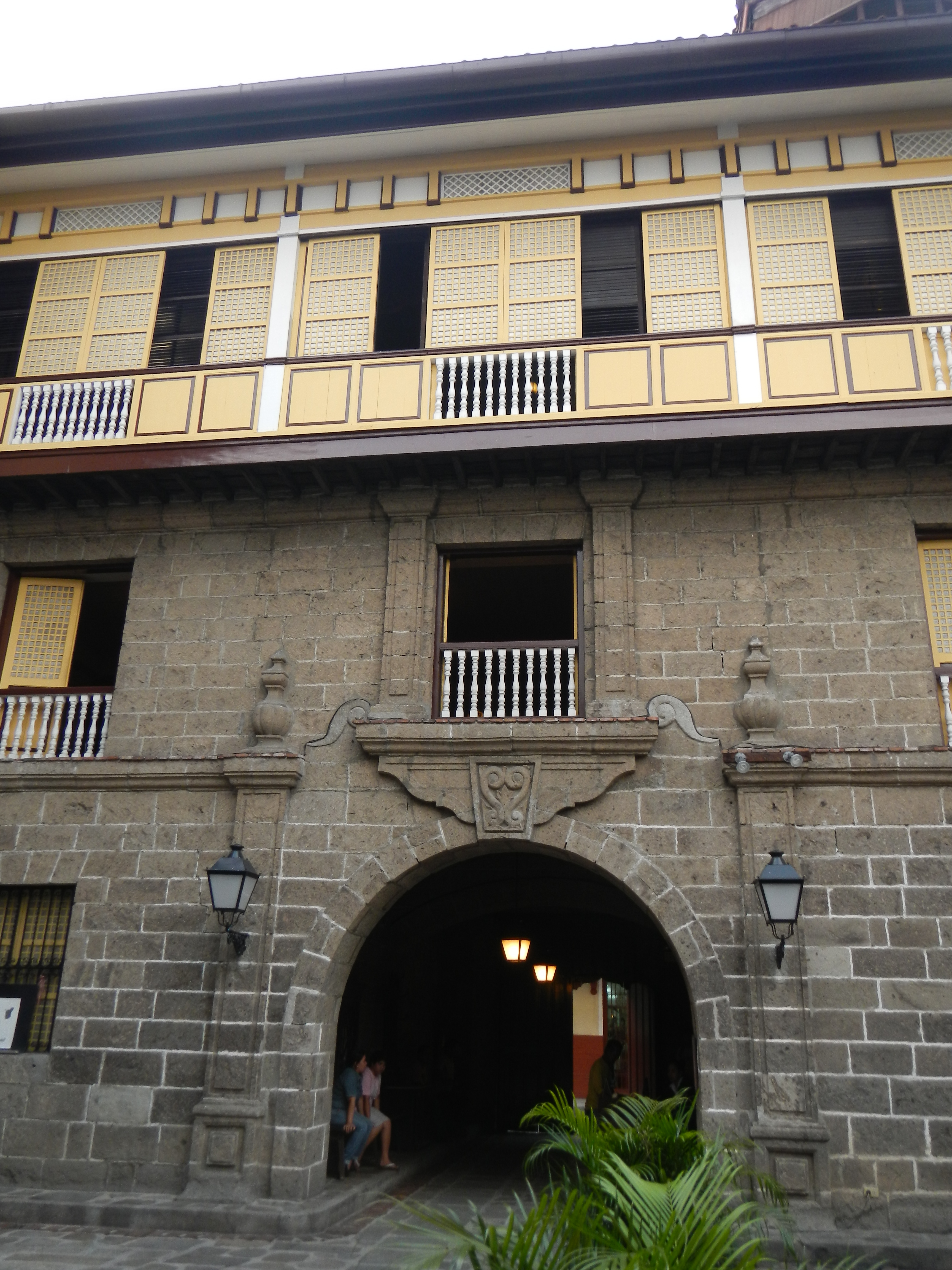
马尼拉之家
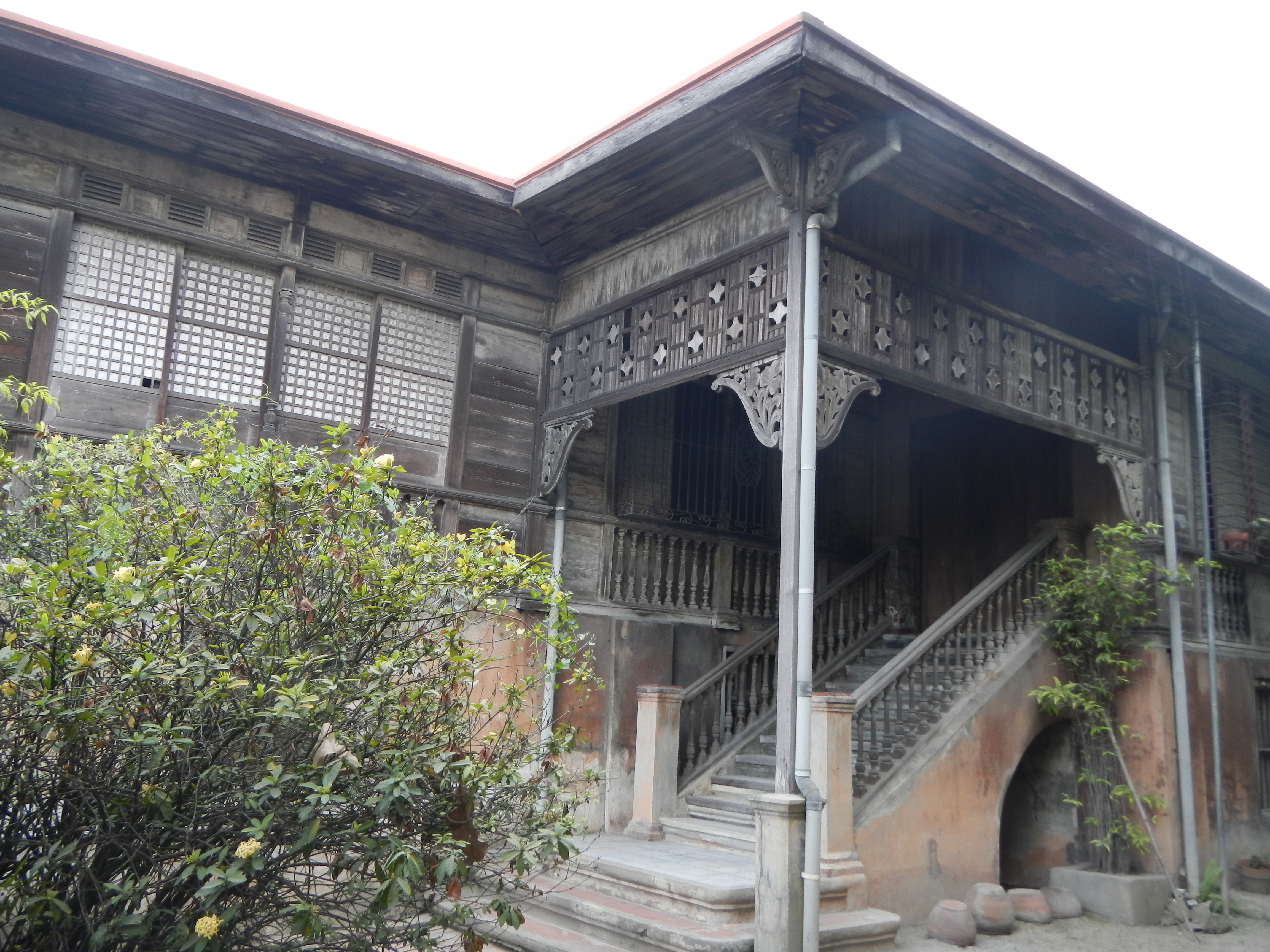
殖民时期混合式石屋风格的住宅
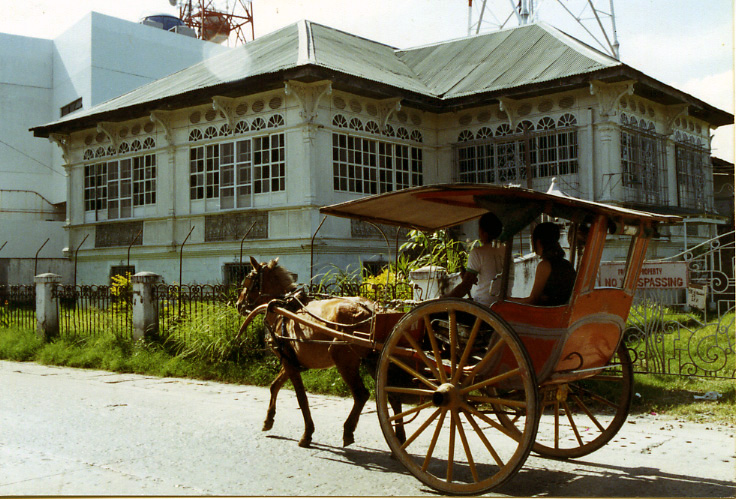
殖民时期混合式石屋风格的Henson-Hizon House
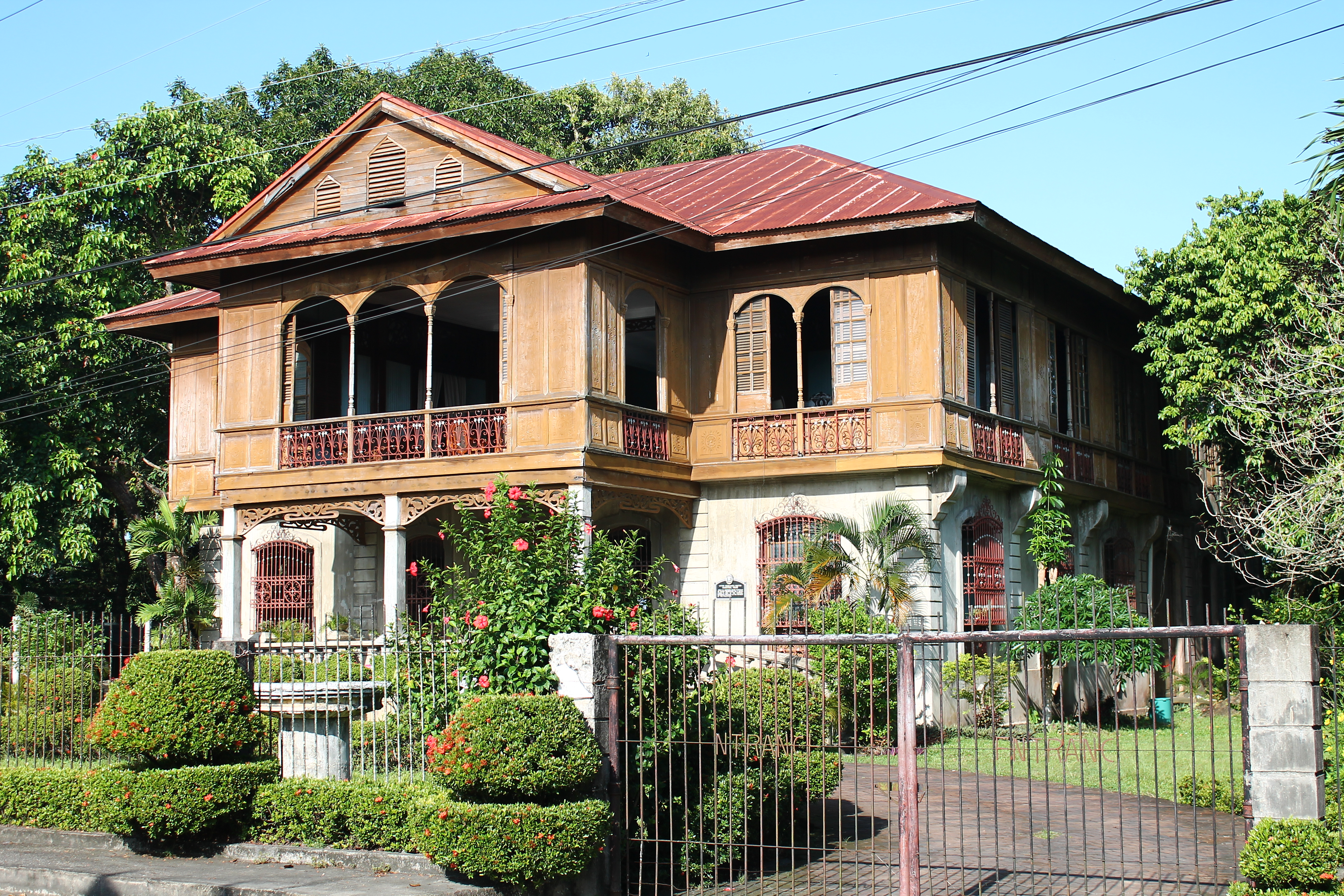
殖民时期混合式石屋风格的维克多·费尔南德斯·加斯顿祖屋
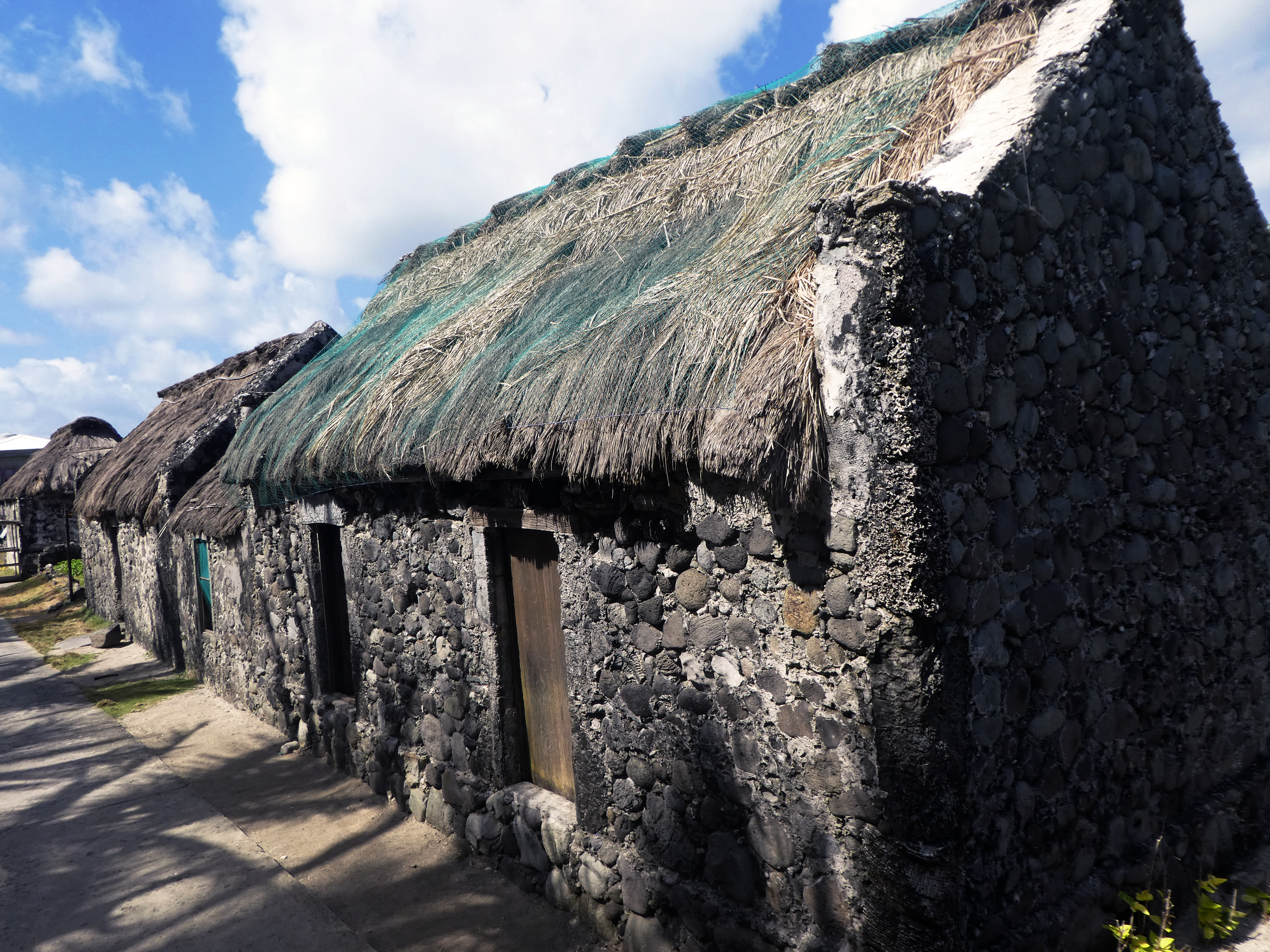
巴塔内斯的珊瑚屋
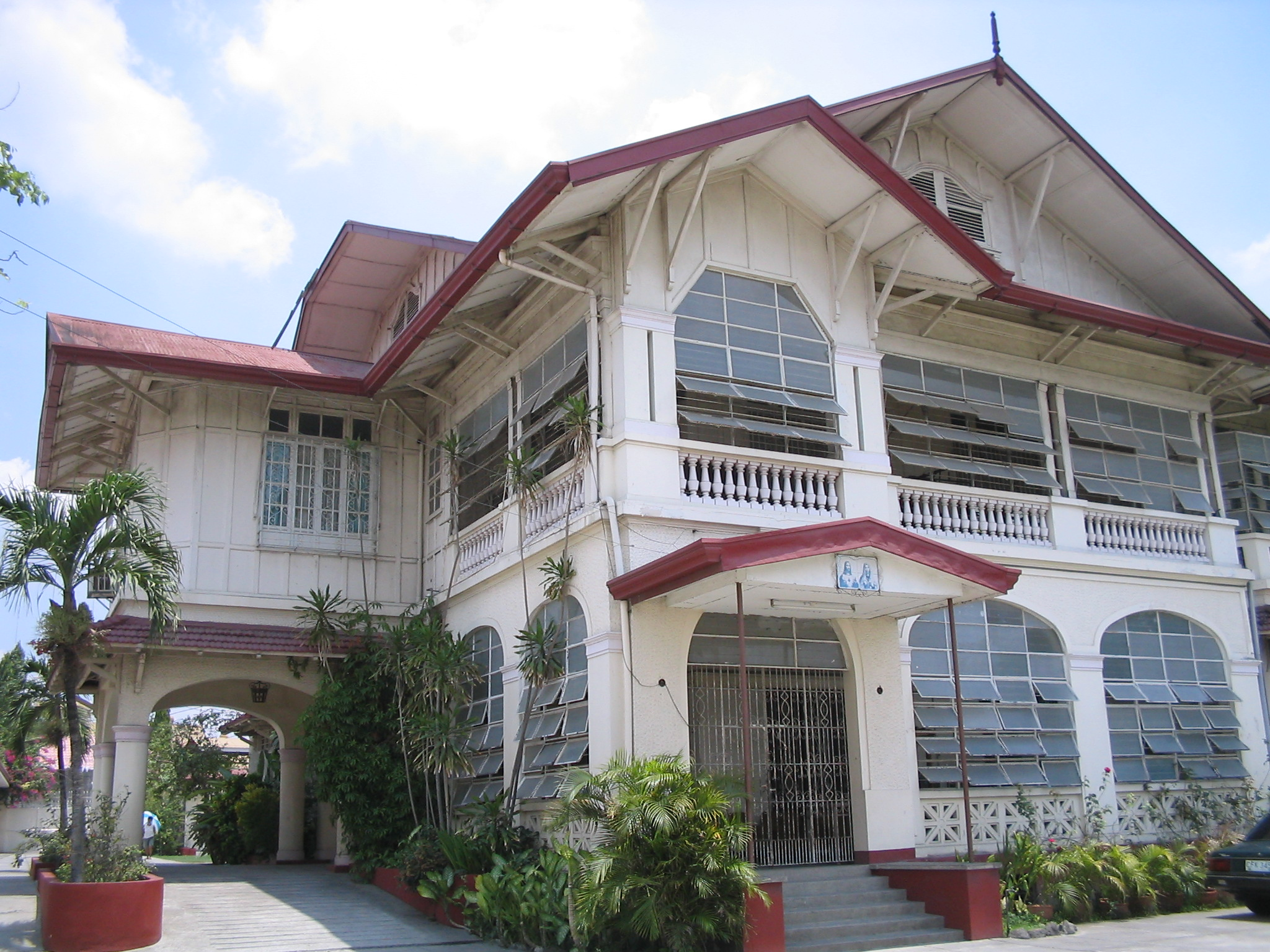
殖民时期混合式石屋风格的大主教管区
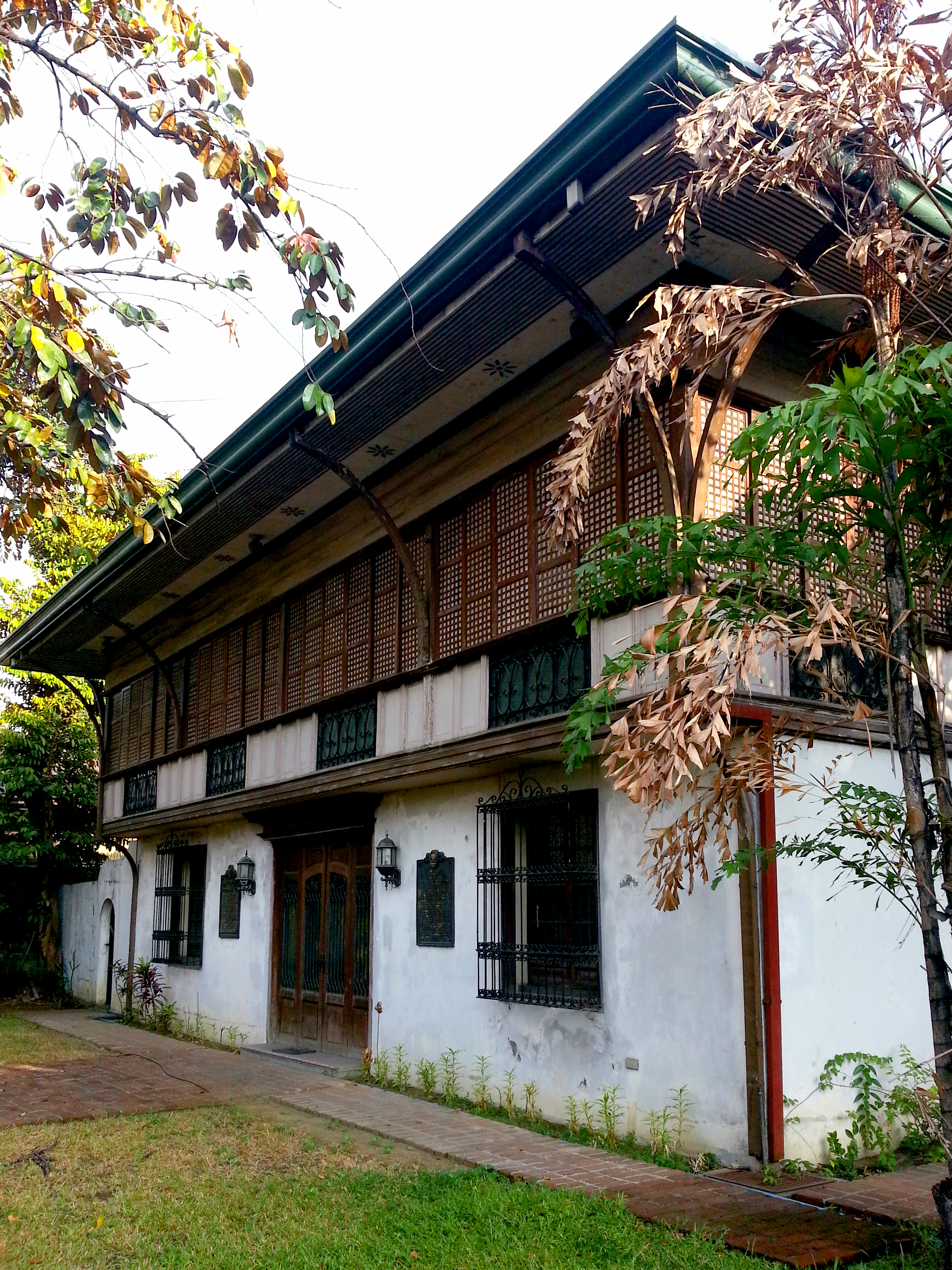
殖民时期混合式石屋风格的何塞·P·劳雷尔房屋
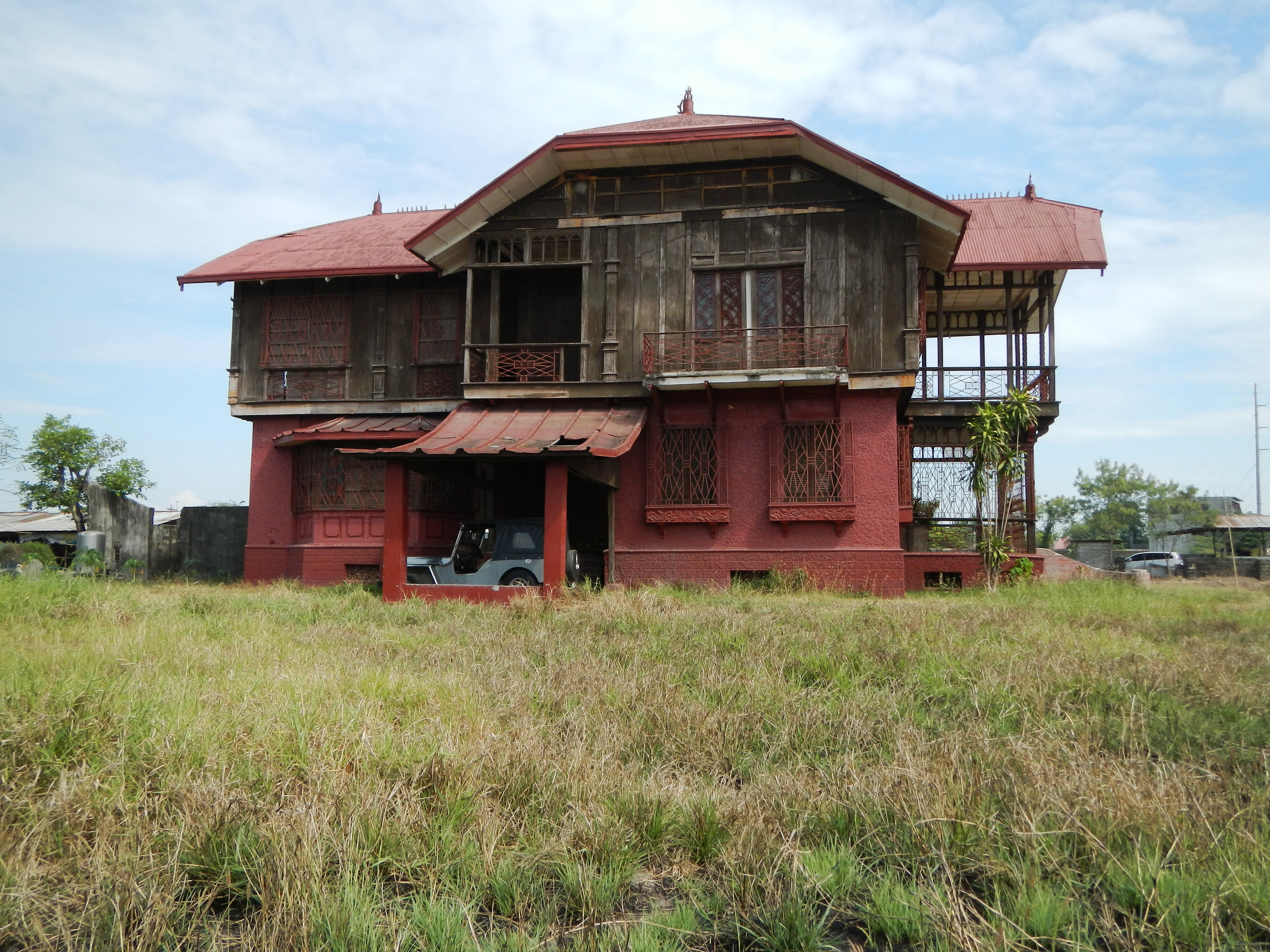
殖民时期混合式石屋风格的Bahay na Pula
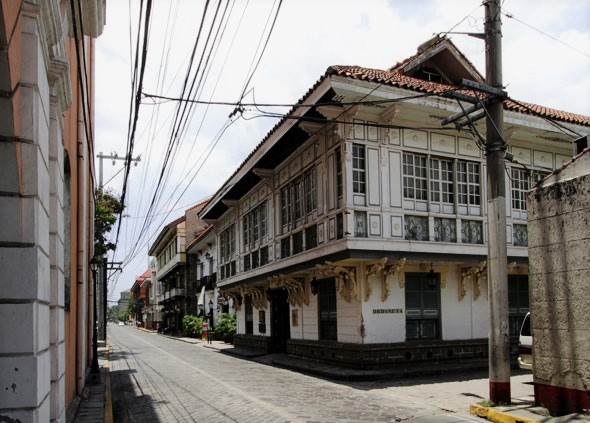
王城区内的殖民时期混合式石屋风格的房屋

### 海洋运输
菲律宾的海上交通包括船屋、造船和海上传统。这些传统上由长者和手工艺人选择的木头制成的结构，被用作人们的主要交通工具，将一个岛屿与另一个岛屿连接起来，海洋和河流成为人们的道路。虽然人们认为自人类通过水路到达群岛以来，船只已经使用了数千年，但该国最早的制船和使用船只的证据仍然是通过布图安船的碳年代测定，被确定为一个巨大的巴兰盖遗迹，其年代为公元320年。
除了balangay，菲律宾各地还有各种样式和类型的土著海车，如双桅双支腿船armadahan、商船avang、挖洞独木舟awang、大型航行支腿船balación、本地广泛使用的水船bangka等。小独木舟bangka anak-anak、小型双支腿帆船bigiw、独木舟birau、独木舟buggoh、平底有顶的casco、单桅和尖的chinarem、粗海敞篷船Chinedkeran。大型双支腿木板船djenging、海盗战船garay、大型帆船支腿船guilalo、露天甲板船falua、独木舟junkun、小型机动船junkung，大型支腿战船karakoa、大型支腿战船lanong。家船lepa、木筏ontang、湖上独木舟owong、敞篷渔船panineman、双支腿帆船paraw、战争独木舟salisipan、小渔船tataya、机动船tempel、小艇tiririt和支腿船vinta等等。从1565年到1815年，菲律宾工匠还建造了名为“马尼拉大帆船”的船只。

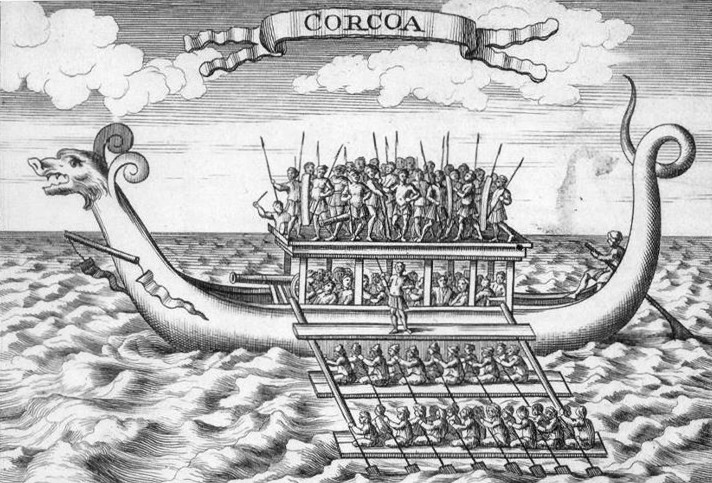
大型支腿战舰，1711年
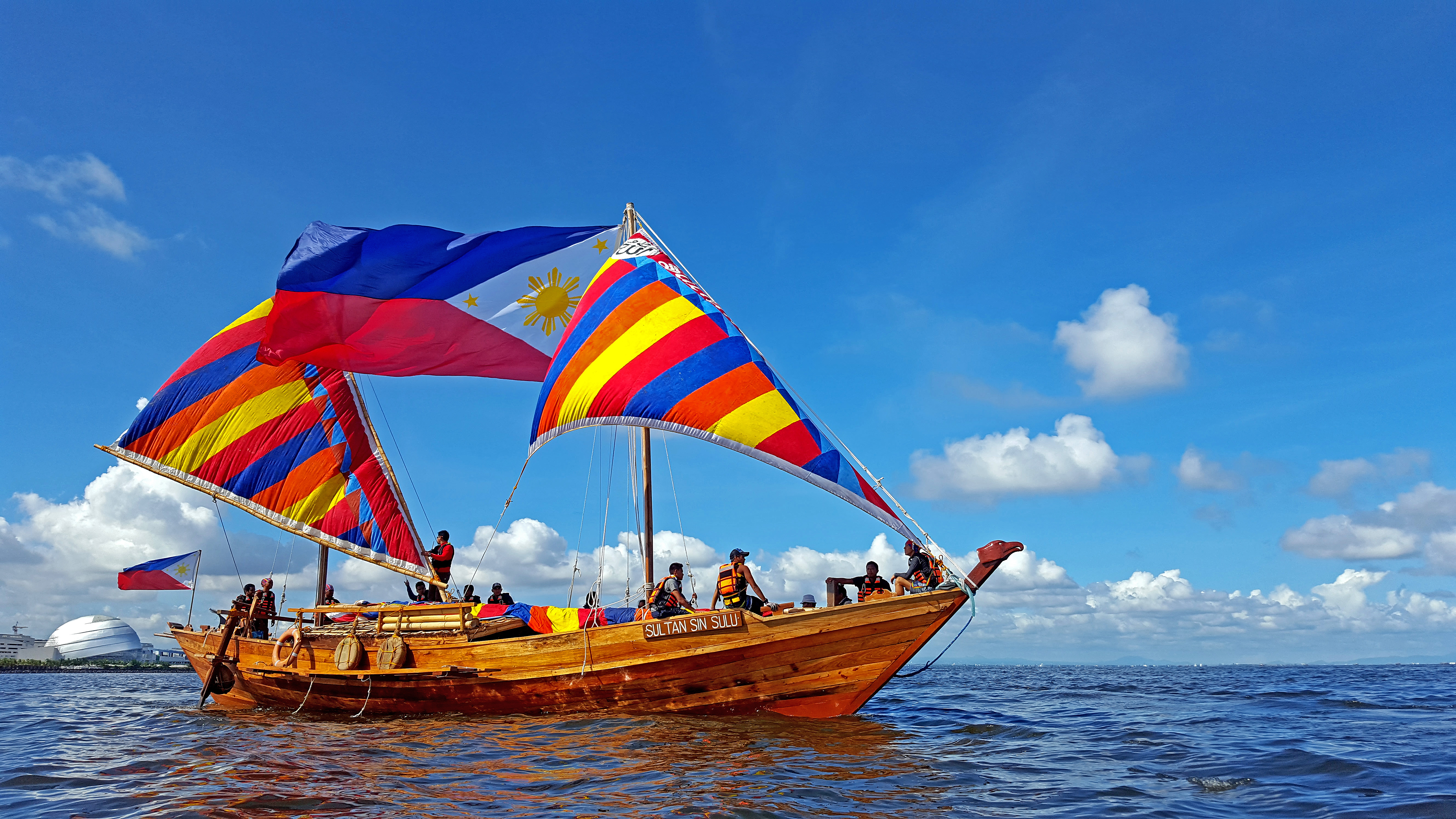
拼板舟重建
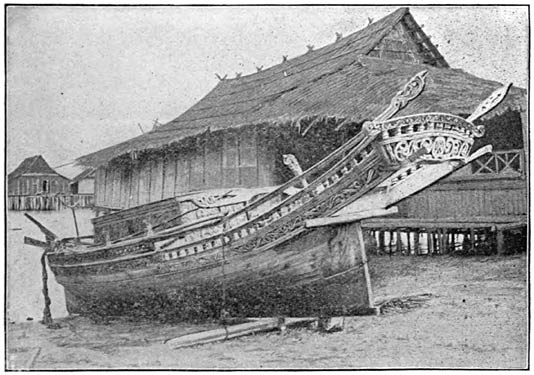
萨玛·巴茹的精雕细刻的巴瑶族土著船游艇
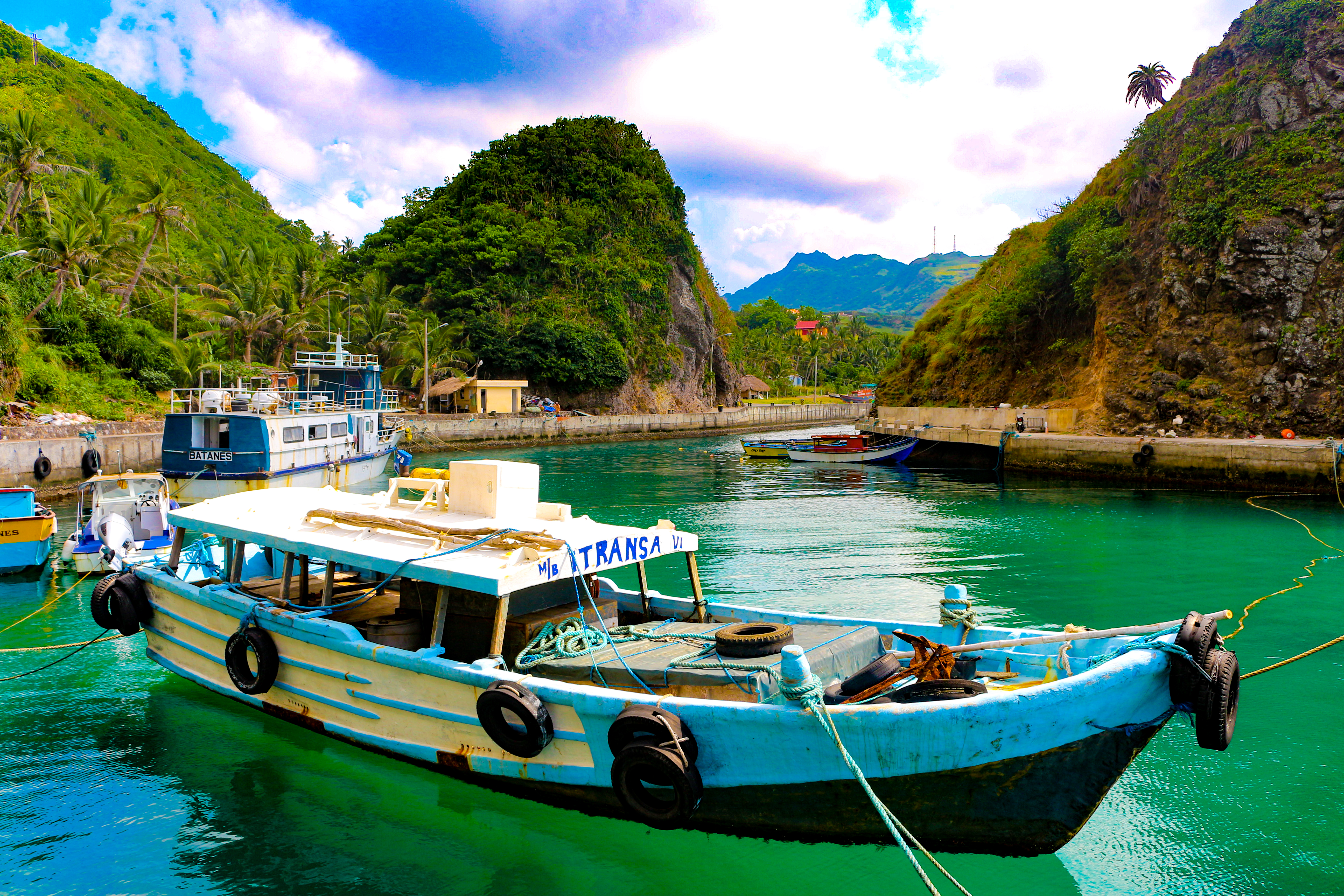
巴坦群岛的现代化传统开放式帆船
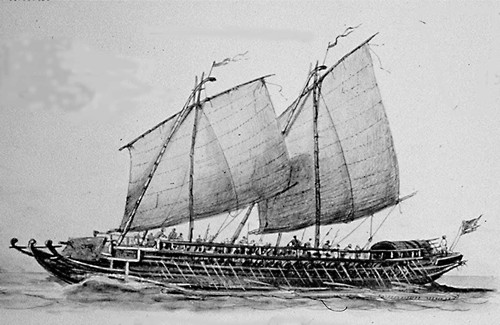
大型拉廊支腿军舰，1890年
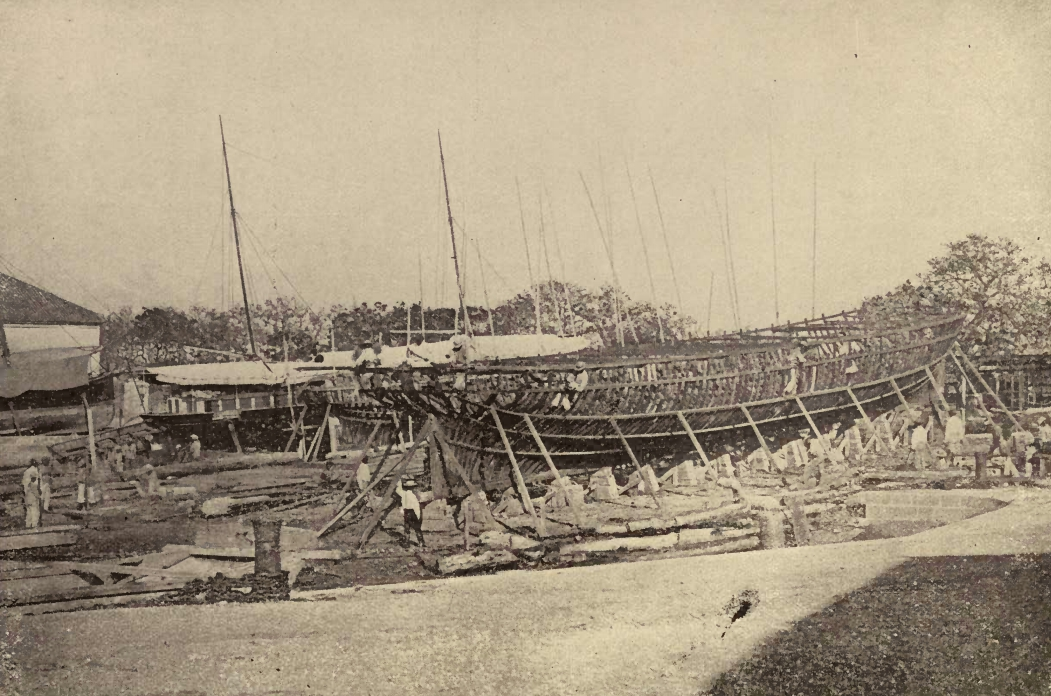
甲维亚船厂的菲律宾造船厂（1899）
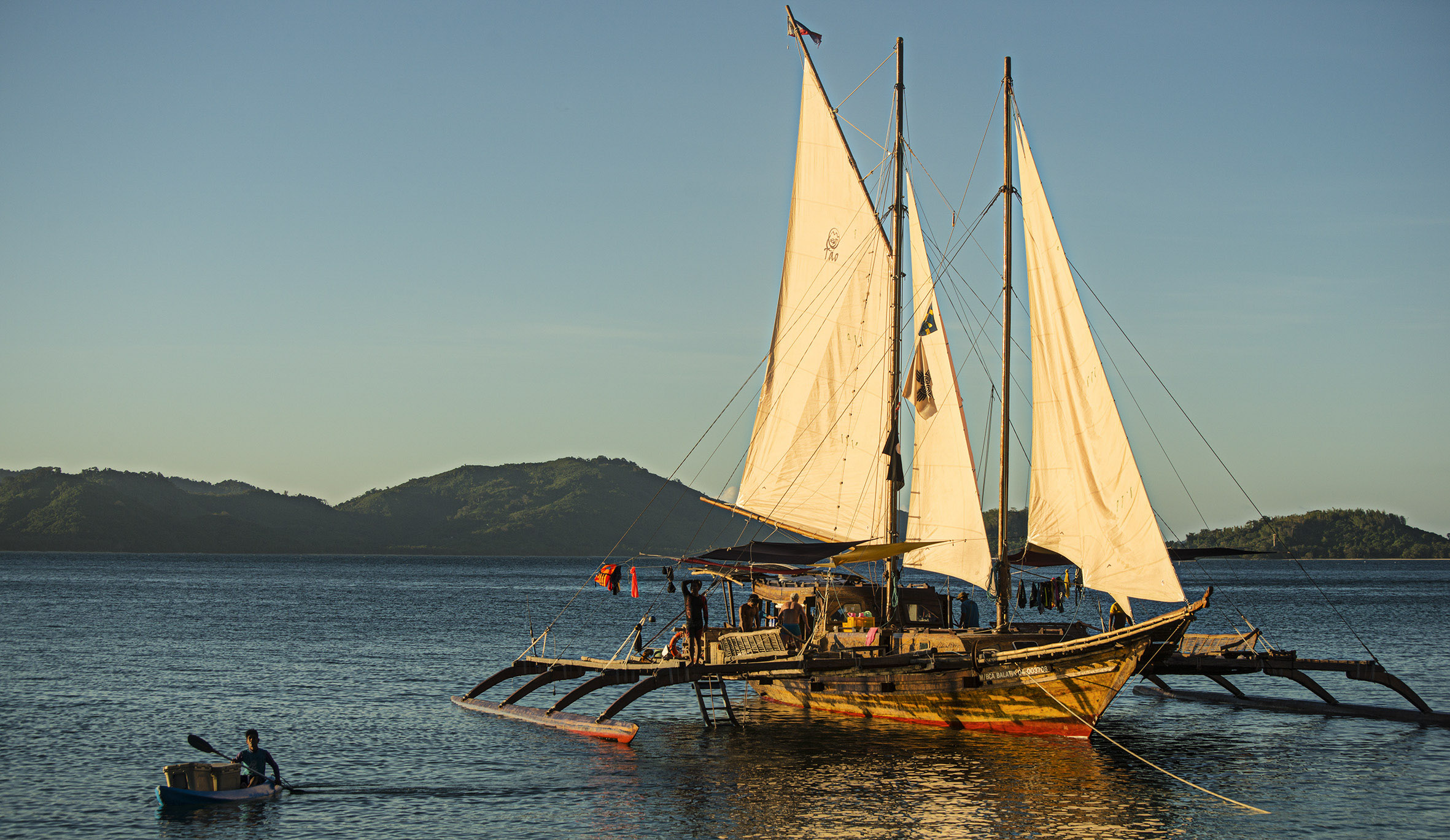
巴拉望的一头跳伞
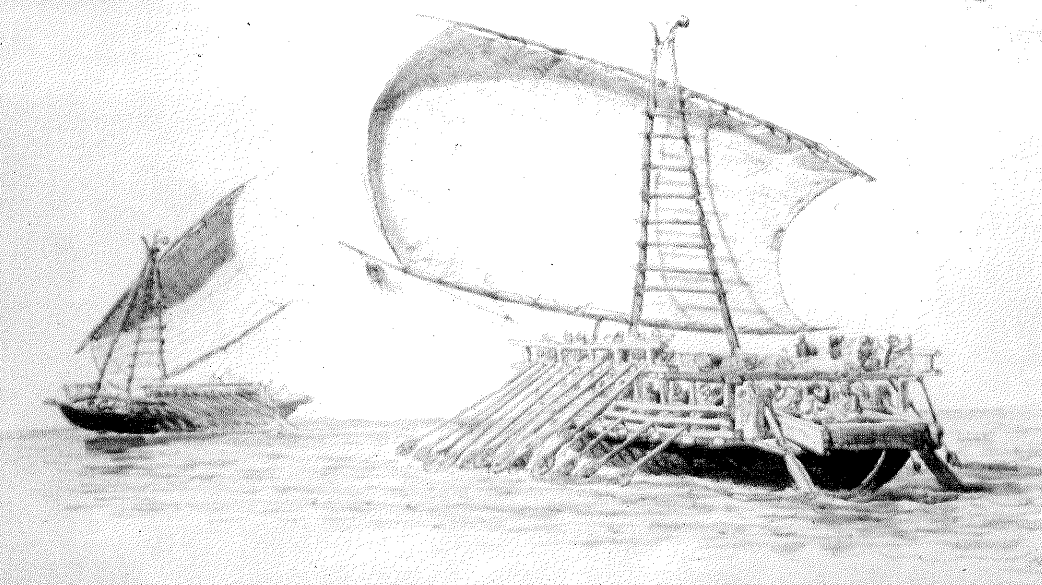
班古吉的加雷战舰
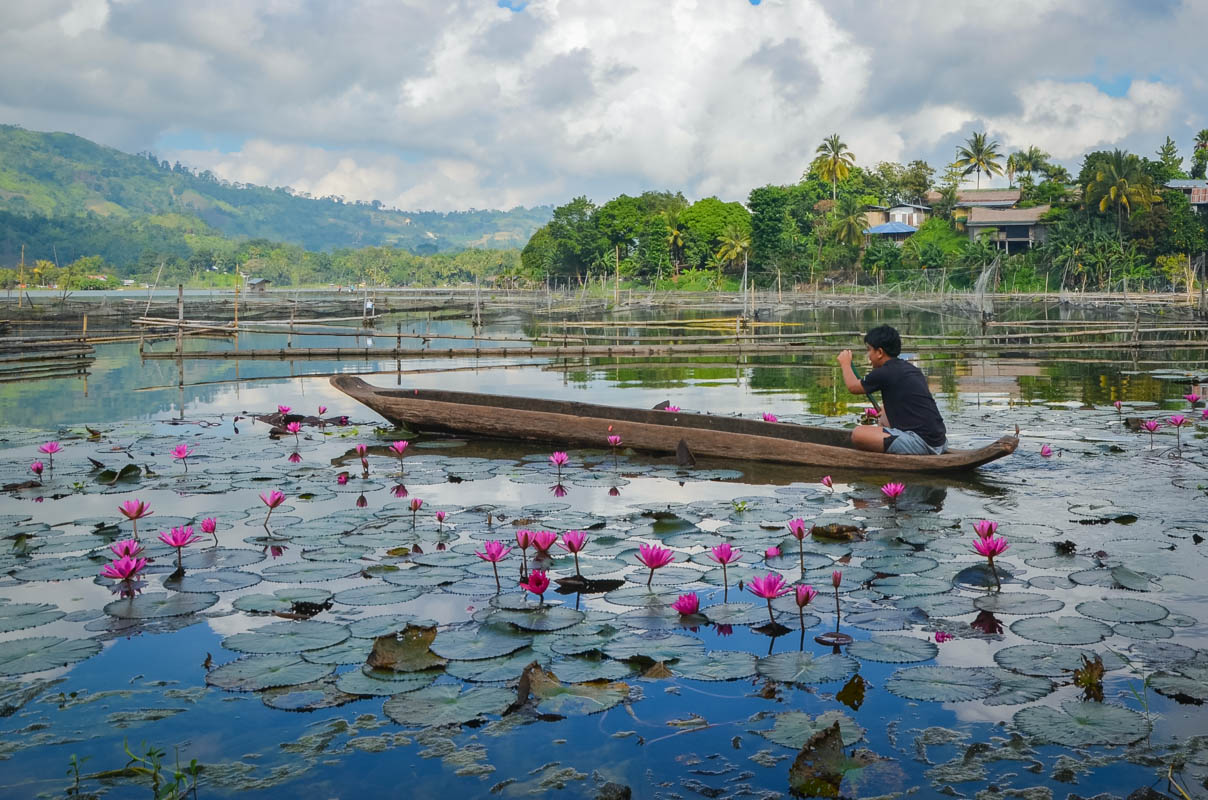
诗巫湖的一头乌冬
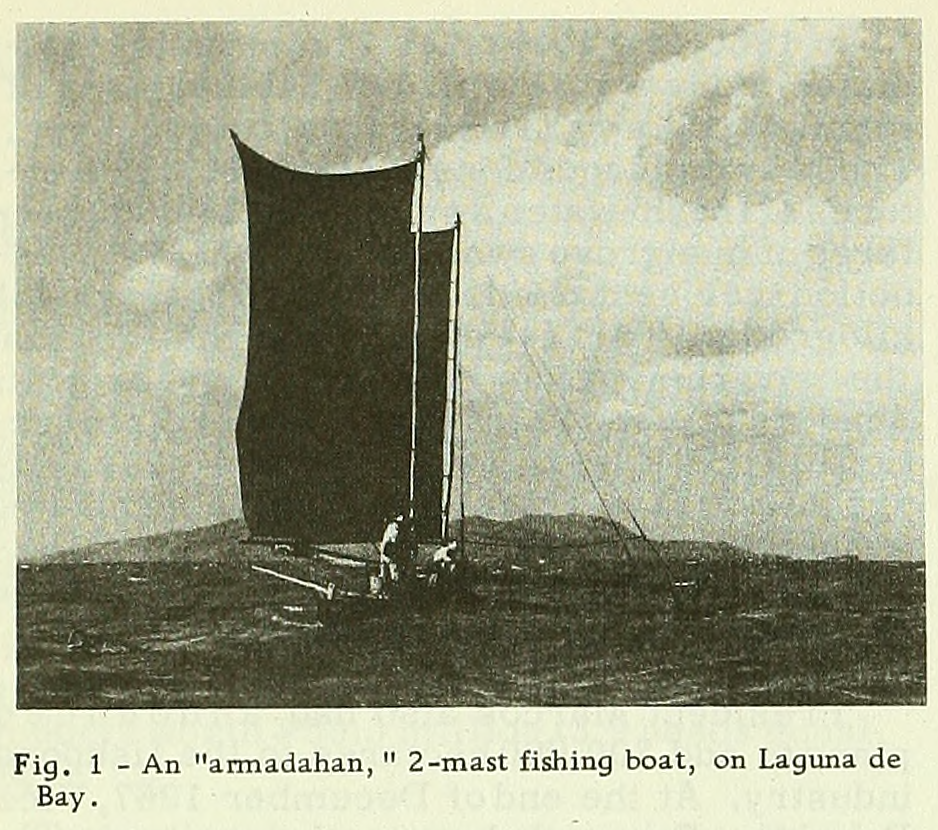
在贝湖的双桅双舷外渔船（1968年）
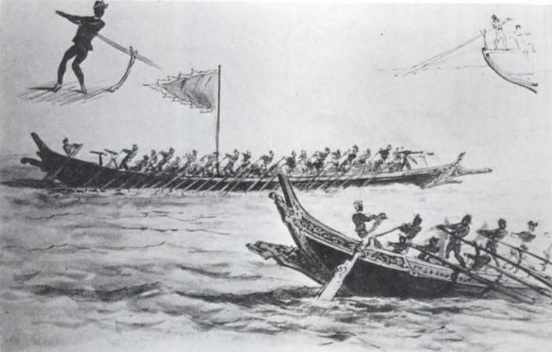
战争独木舟salisipan ，1890年
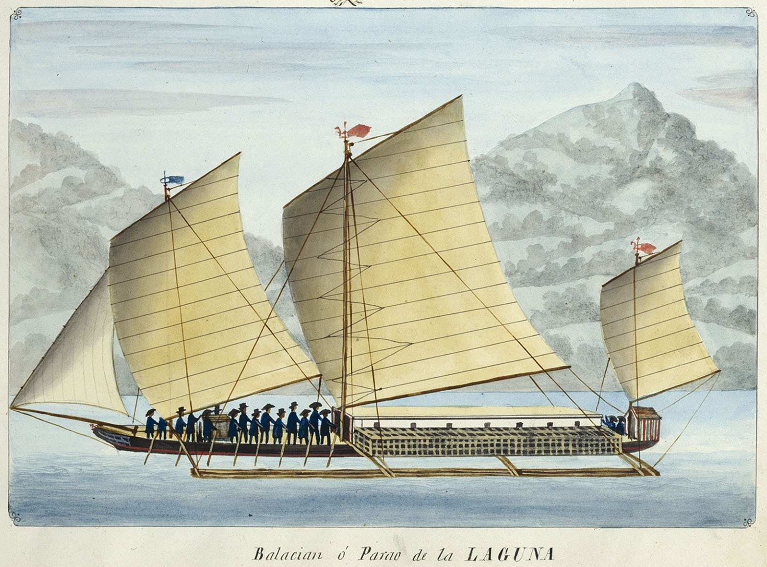
1847年的阳台画
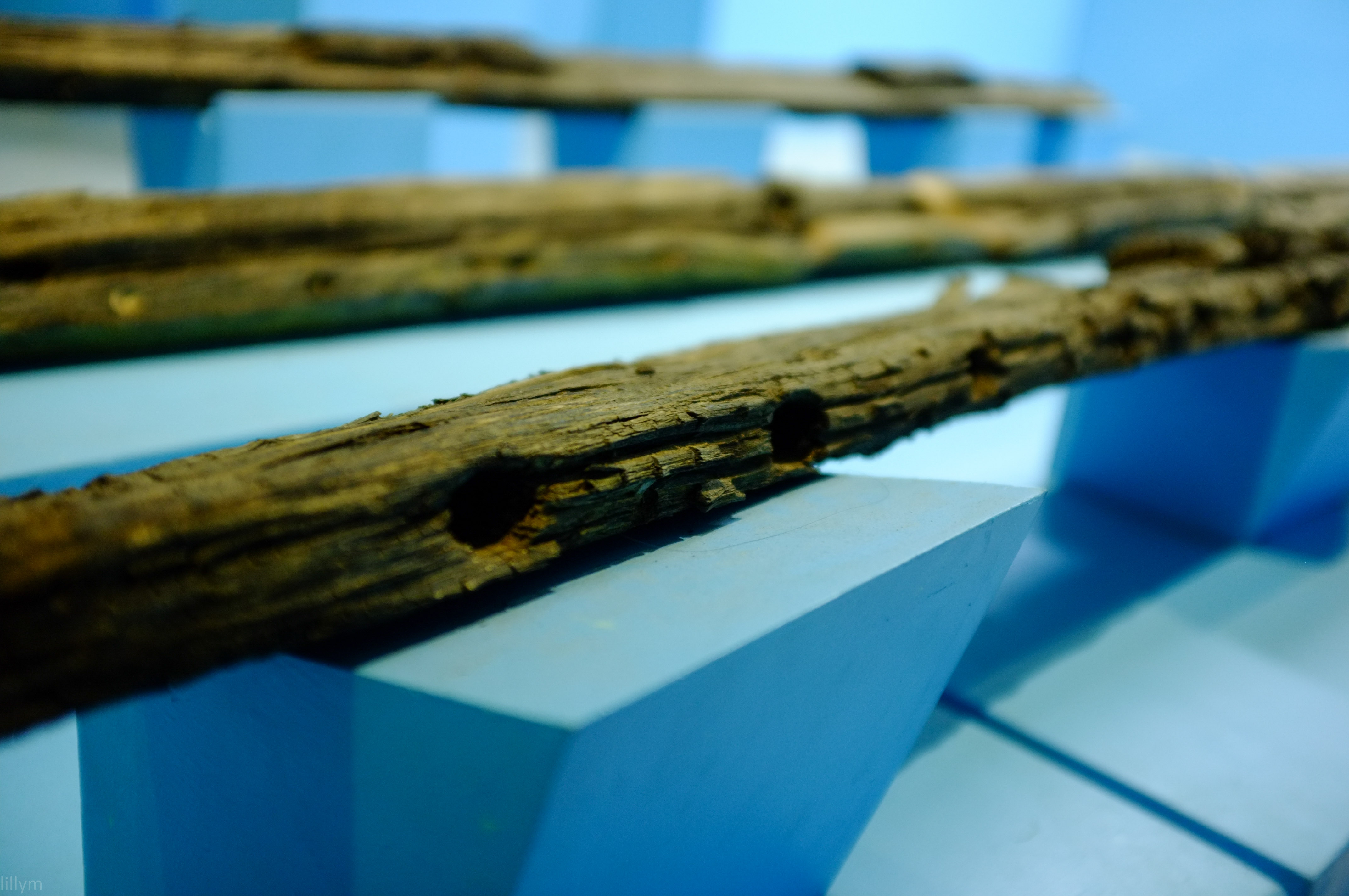
国家文化宝库Butuan Balangay （320 AD）的一些遗迹
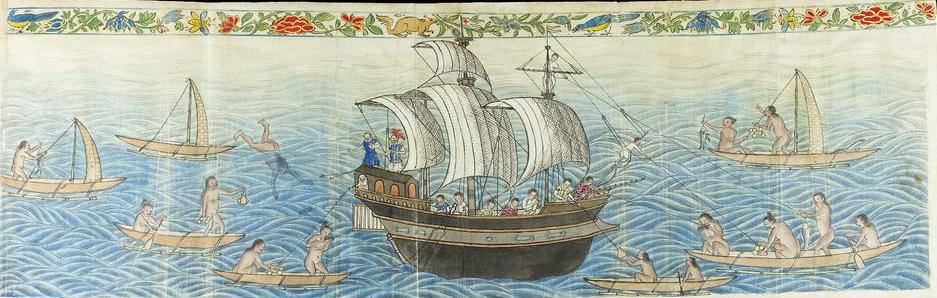
前往密克罗尼西亚的马尼拉大帆船。 1590年代
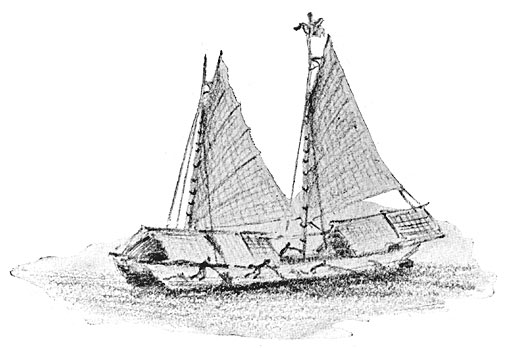
阿卡斯科（1906）